# Bầu cử tổng thống Hoa Kỳ 1876
Cuộc bầu cử tổng thống Hoa Kỳ năm 1876 là cuộc bầu cử tổng thống bốn năm một lần lần thứ 23, được tổ chức vào Thứ Ba, ngày 7 tháng 11 năm 1876, trong đó ứng cử viên Đảng Cộng hòa Rutherford B. Hayes đánh bại ứng cử viên Đảng Dân chủ Samuel J. Tilden. Đây là một trong những cuộc bầu cử tổng thống gây tranh cãi nhất trong lịch sử Hoa Kỳ. Để giải quyết các vấn đề quanh cuộc bầu cử, hàng loạt các cuộc đàm phán giữa Đảng Cộng hòa và Đảng Dân chủ đã diễn ra mà cuối cũng dẫn đến Thỏa hiệp 1877. Vào ngày 2 tháng 3 năm 1877, việc kiểm phiếu đại cử tri diễn ra tại Phiên họp chung của Quốc hội đã chứng thực Hayes đắc cử Tổng thống. Đây là cuộc bầu cử tổng thống thứ 2 trong số 5 cuộc bầu cử tổng thống Hoa Kỳ mà người chiến thắng không giành được đa số phiếu phổ thông trên toàn quốc (lần đầu tiên kể từ năm 1824).
Sau khi Tổng thống Hoa Kỳ đương nhiệm Ulysses S. Grant từ chối tranh cử nhiệm kỳ thứ ba mặc dù trước đó được cho là sẽ làm vậy, Dân biểu Hoa Kỳ James G. Blaine đã trở thành ứng cử viên hàng đầu cho đề cử của Đảng Cộng hòa. Tuy nhiên, Blaine đã không thể giành được đa số phiếu ủng hộ tại Đại hội toàn quốc Đảng Cộng hòa năm 1876, thay vào đó, Đại hội quyết định Thống đốc Hayes từ Ohio là một ứng cử viên thỏa hiệp. Đại hội toàn quốc Đảng Dân chủ năm 1876 đã đề cử Thống đốc Tilden từ New York sau 2 lần bỏ phiếu.
Kết quả của cuộc bầu cử gây tranh cãi đến tận ngày nay. Mặc dù việc Tilden vượt qua Hayes về số phiếu phổ thông là không thể bàn cãi nhưng vẫn có nhiều cáo buộc về gian lận bầu cử, bạo lực bầu cử và việc tước quyền bầu cử của các cử tri Da đen chủ yếu ủng hộ Đảng Cộng hòa. Sau lần kiểm phiếu đầu tiên, Tilden giành được 184 phiếu đại cử tri so với 165 của Hayes, với 20 phiếu bầu từ 4 bang chưa được công bố. Tại Florida, Louisiana và Nam Carolina, cả 2 đảng đều tuyên bố ứng cử viên của họ đã giành chiến thắng. Ở Oregon, một đại cử tri đã bị thay thế vì đã từng là "quan chức được bầu hoặc được bổ nhiệm." Câu hỏi ai nên được trở thành đại cử tri là nguồn gốc của nhiều tranh cãi liên miên trong thời gian dài.
Một thỏa hiệp bí mật không chính thức đã được đưa ra để giải quyết các vấn đề về bầu cử: Thỏa hiệp 1877. Theo thỏa hiệp, Đảng Dân chủ nhường 20 phiếu đại cử tri chưa được công bố do tranh cãi cho Hayes, dẫn đến chiến thắng với tỷ lệ 185–184; đổi lại, Đảng Cộng hòa buộc phải đồng ý rút quân đội liên bang khỏi miền Nam, chấm dứt Kỷ nguyên Tái thiết.
Cho đến nay, đây vẫn là cuộc bầu cử có tỷ lệ cử tri đi bầu cao nhất trong lịch sử Hoa Kỳ, ở mức 82,6%. 50,9% số phiếu phổ thông ủng hộ Tilden là tỷ lệ phiếu phổ thông lớn nhất mà một ứng cử viên thua cuộc nhận được và chỉ số "nhiệt tình" của cử tri dành cho ông (bằng tỷ lệ cử tri đi bầu nhân với tỷ lệ phiếu bầu) cao hơn bất kỳ ứng cử viên tổng thống khác trong lịch sử Hoa Kỳ. Tilden cũng là người cuối cùng giành được đa số quá bán phiếu phổ thông cho đến William McKinley vào năm 1896. Đến nay, đây là cuộc bầu cử tổng thống cuối cùng mà cả 2 ứng cử viên từ 2 đảng lớn đều là thống đốc một bang.

## Đề cử

### Đề cử của Đảng Cộng hòa

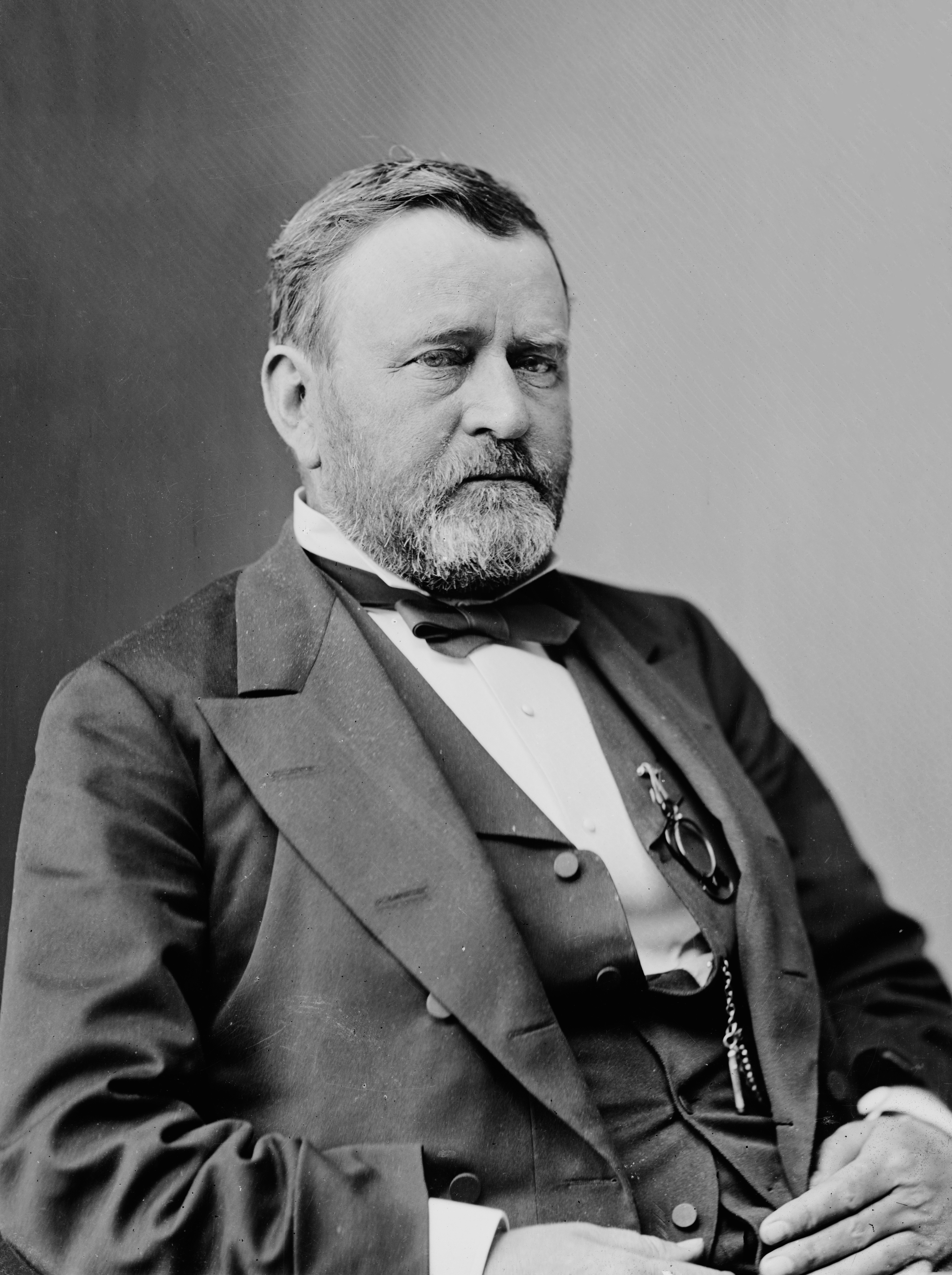
Ulysses S. Grant, tổng thống đương nhiệm vào năm 1876, với nhiệm kỳ thứ hai sẽ kết thúc vào ngày 4 tháng 3 năm 1877

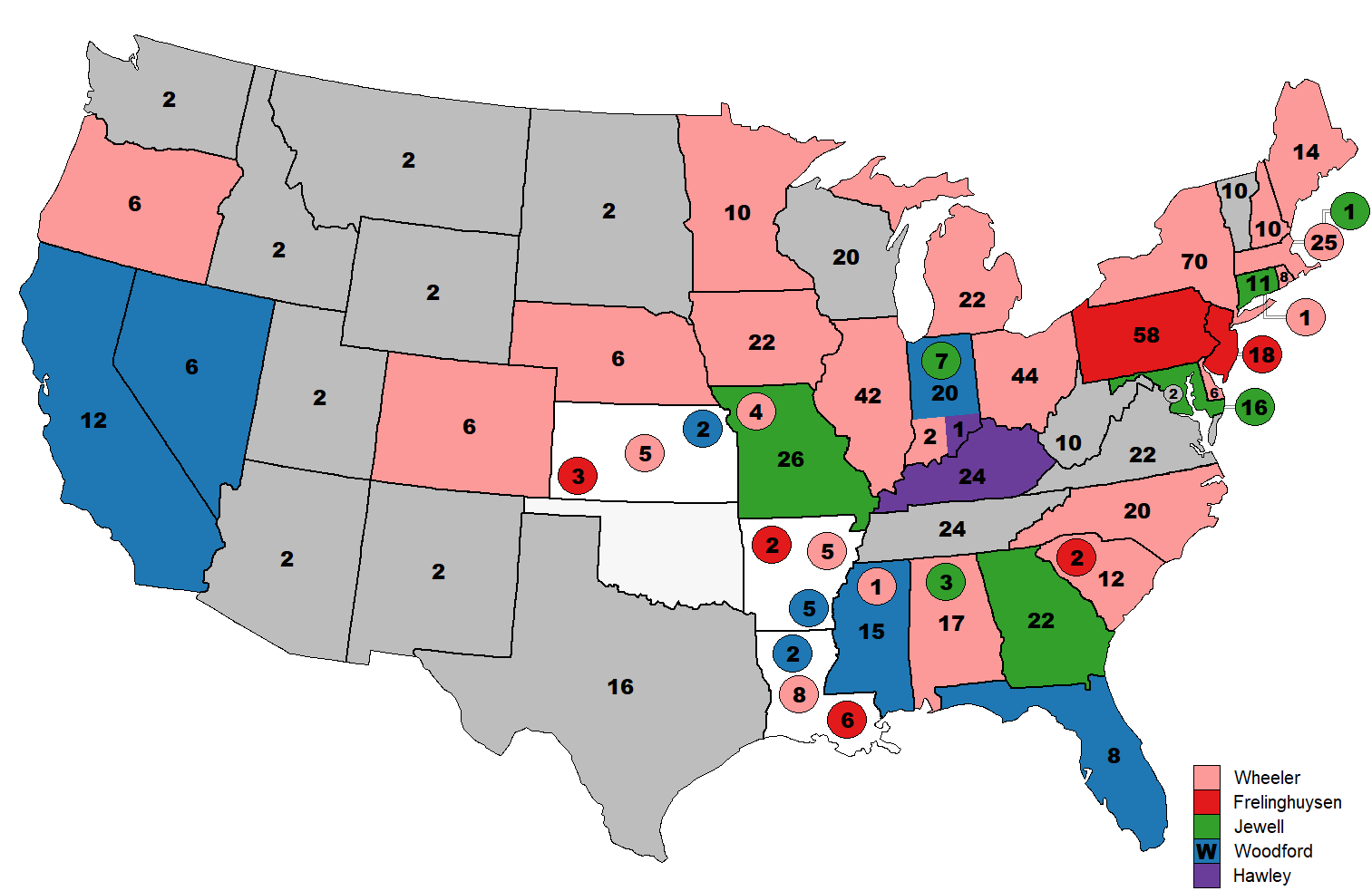
Lần 1 (một phần)

| Đề cử của Đảng Cộng hòa năm 1876                   |                                                             |
| Rutherford B. Hayes                                | William A. Wheeler                                          |
| cho Tổng thống                                     | cho Phó Tổng thống                                          |
|                                                    |                                                             |
| Thống đốc Ohio thứ 29 & 32 (1868–1872 & 1876–1877) | Dân biểu Hoa Kỳ từ Khu 19, New York (1861–1863 & 1869–1877) |

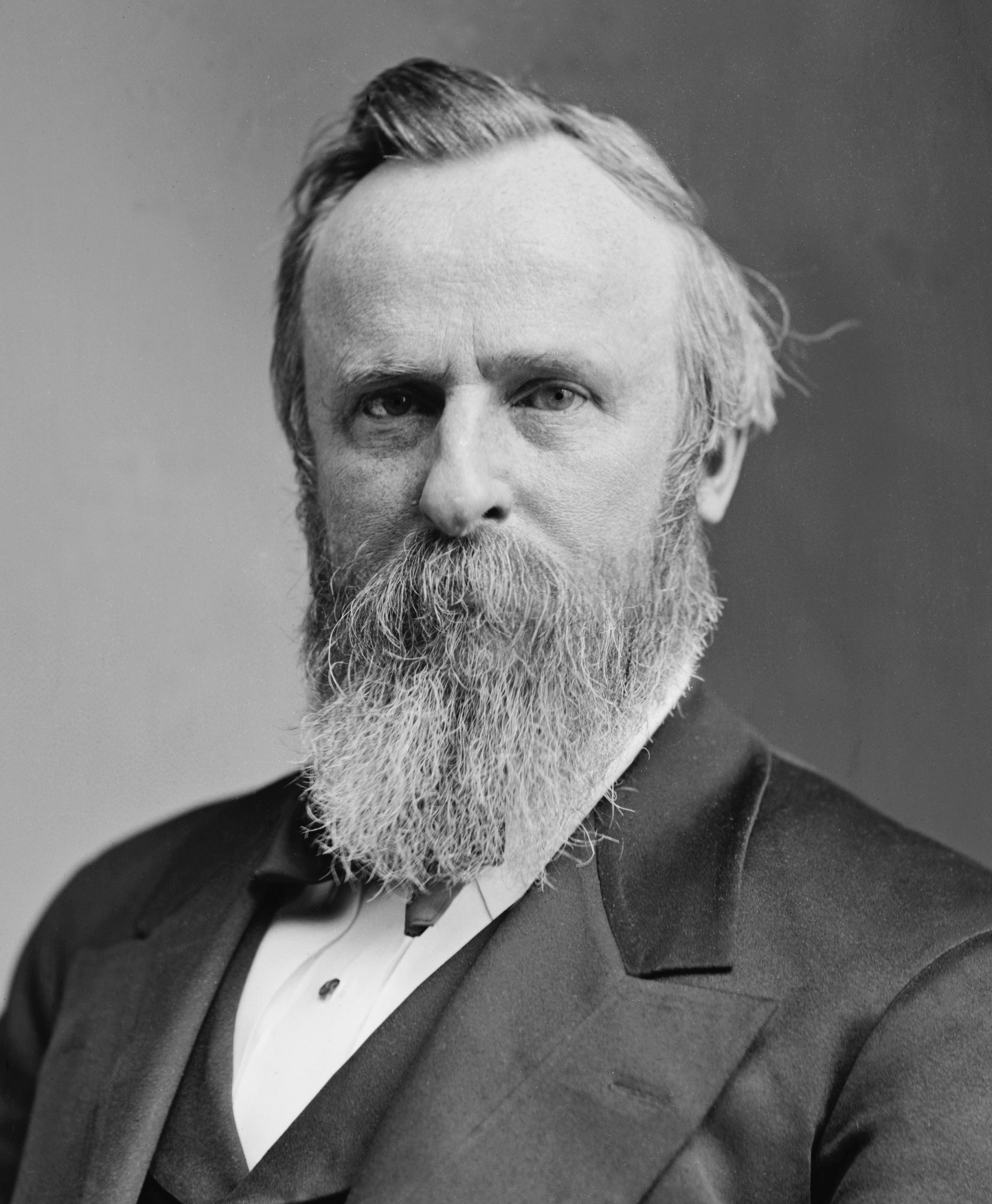
Thống đốc Rutherford B. Hayes từ Ohio
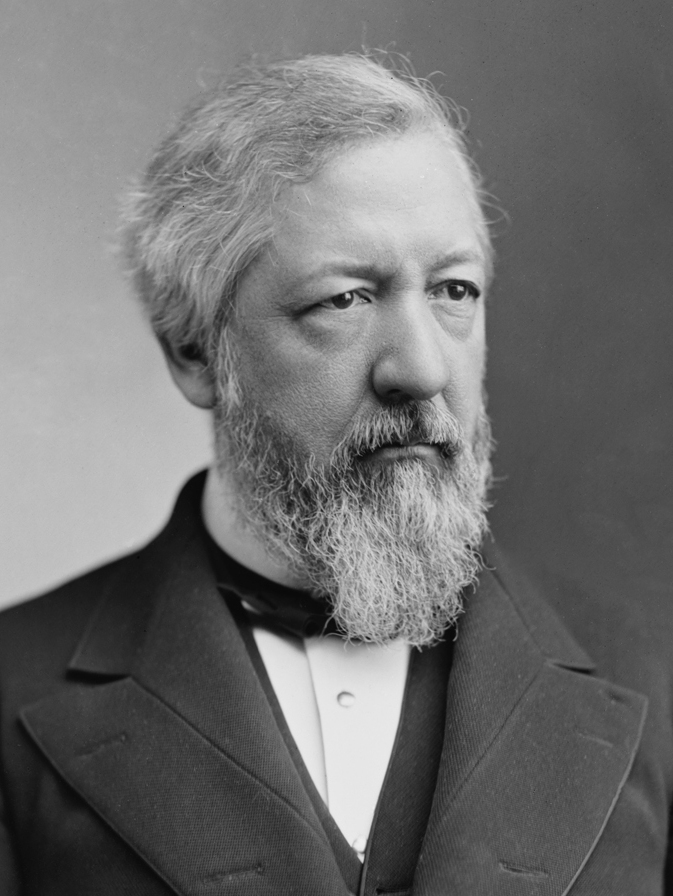
Thượng nghị sĩ James G. Blaine từ Maine
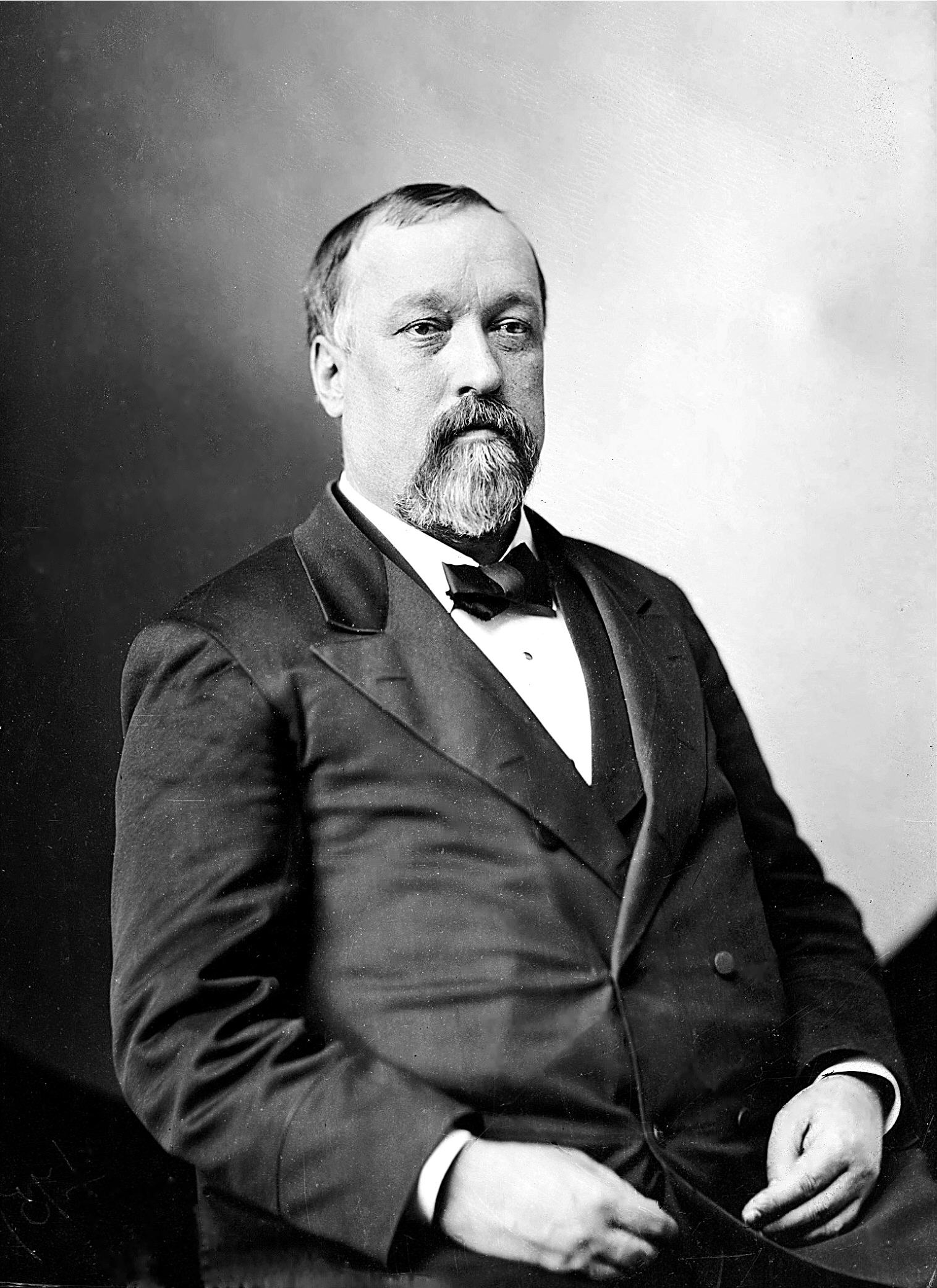
Bộ trưởng Ngân khố Benjamin Bristow
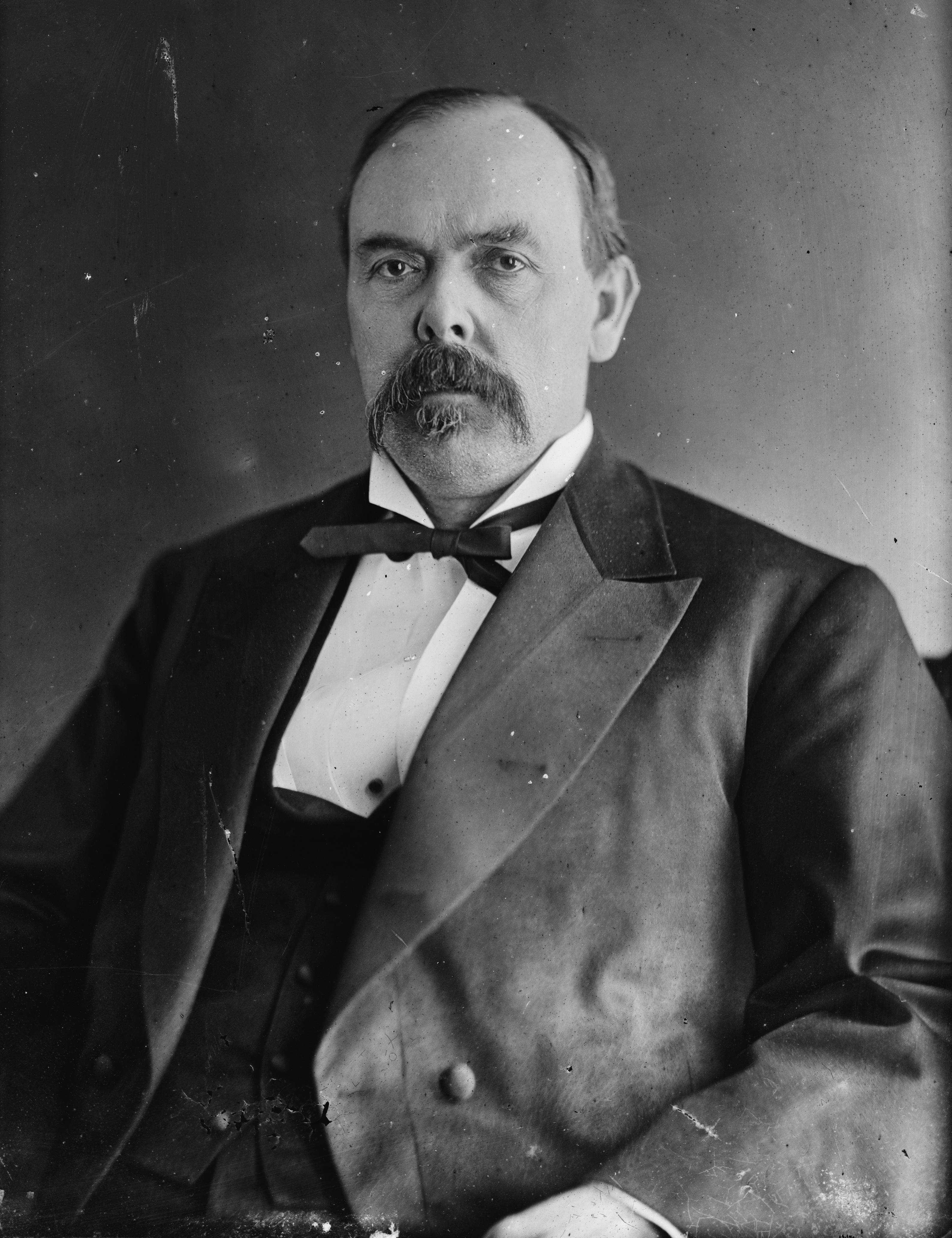
Thượng nghị sĩ Oliver P. Morton từ Indiana
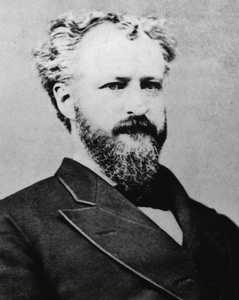
Thượng nghị sĩ Roscoe Conkling từ New York
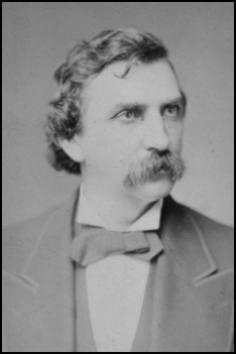
Thống đốc John F. Hartranft từ Pennsylvania
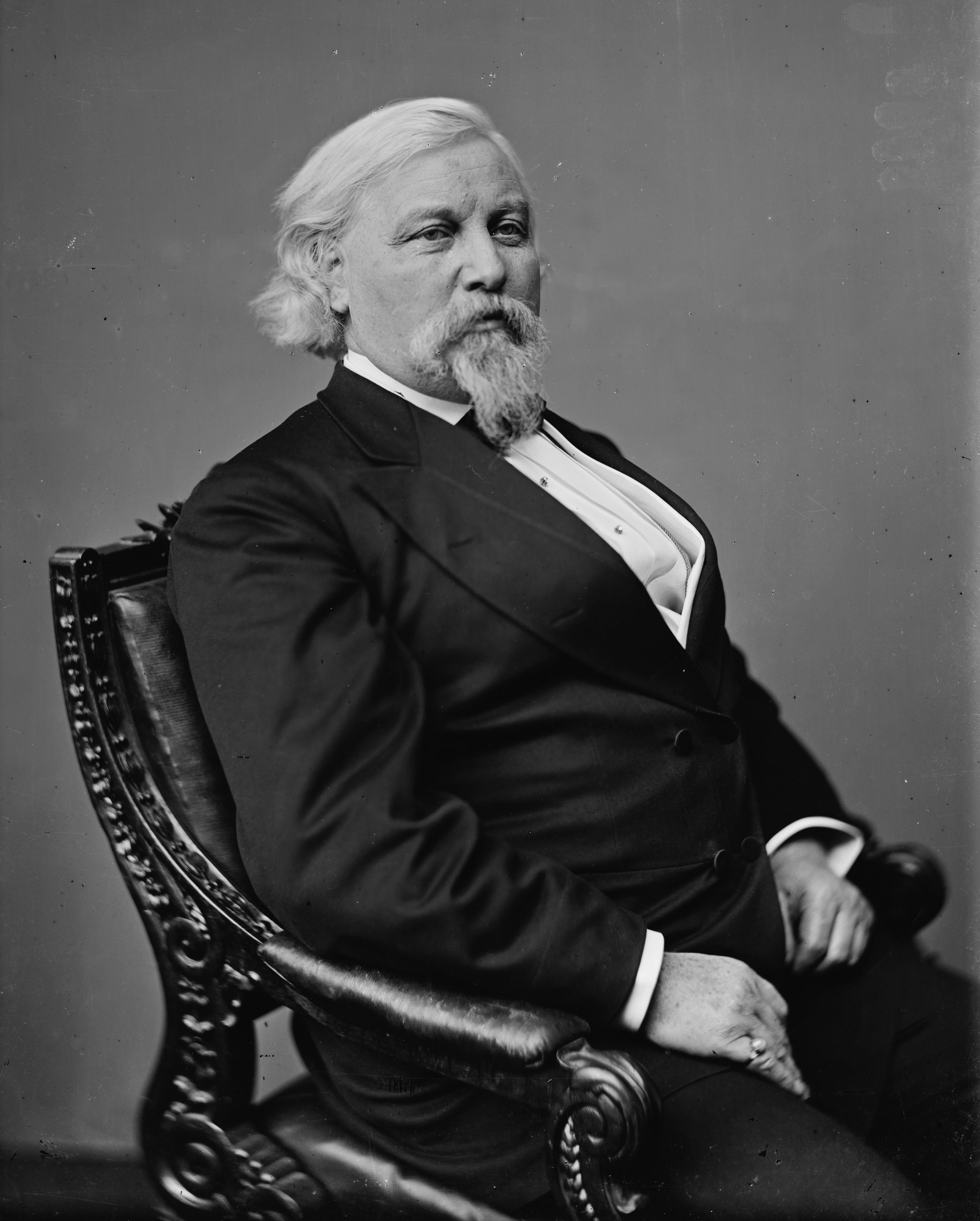
Giám đốc Bưu cục Marshall Jewell
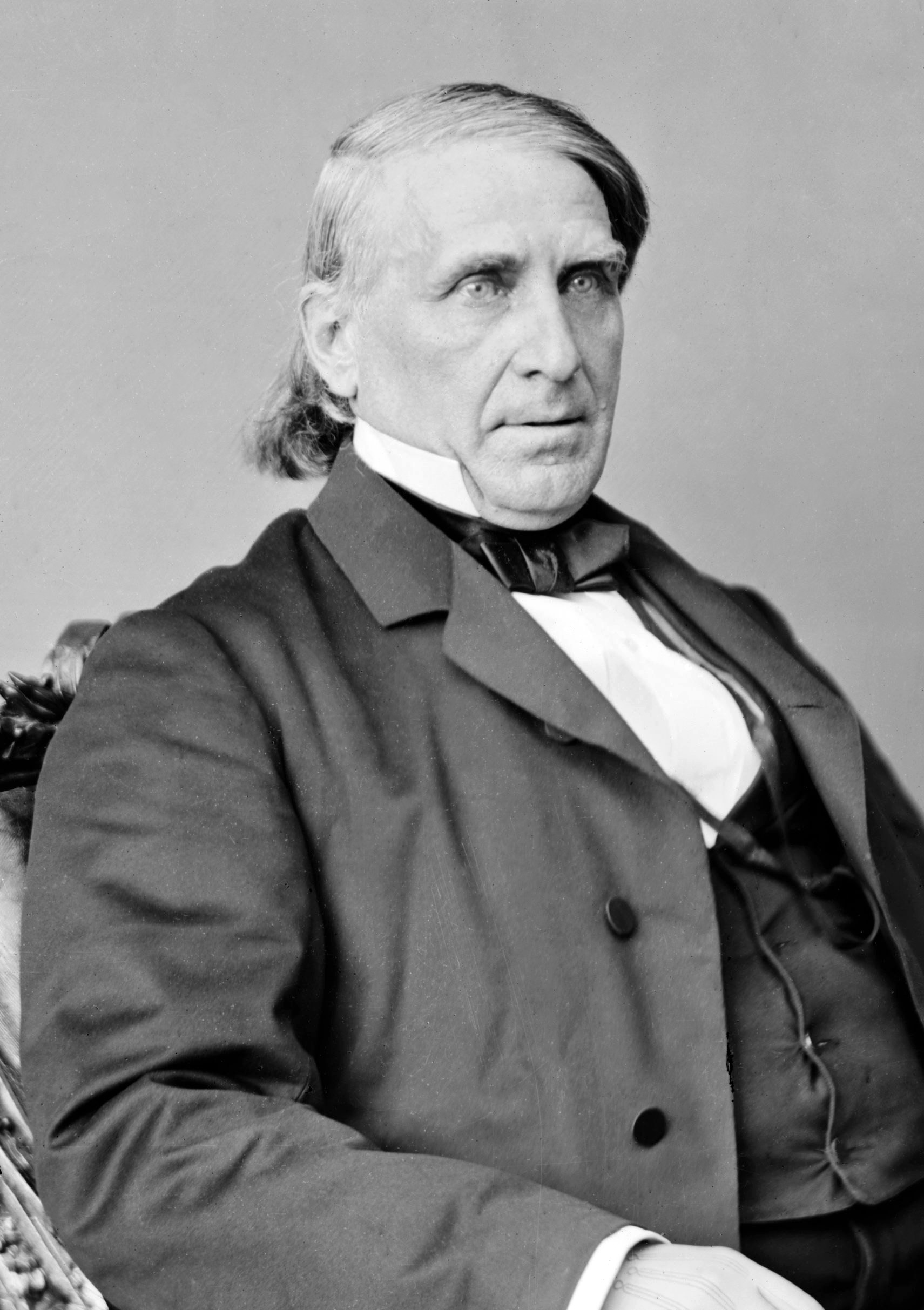
Đại sứ Elihu B. Washburne từ Illinois
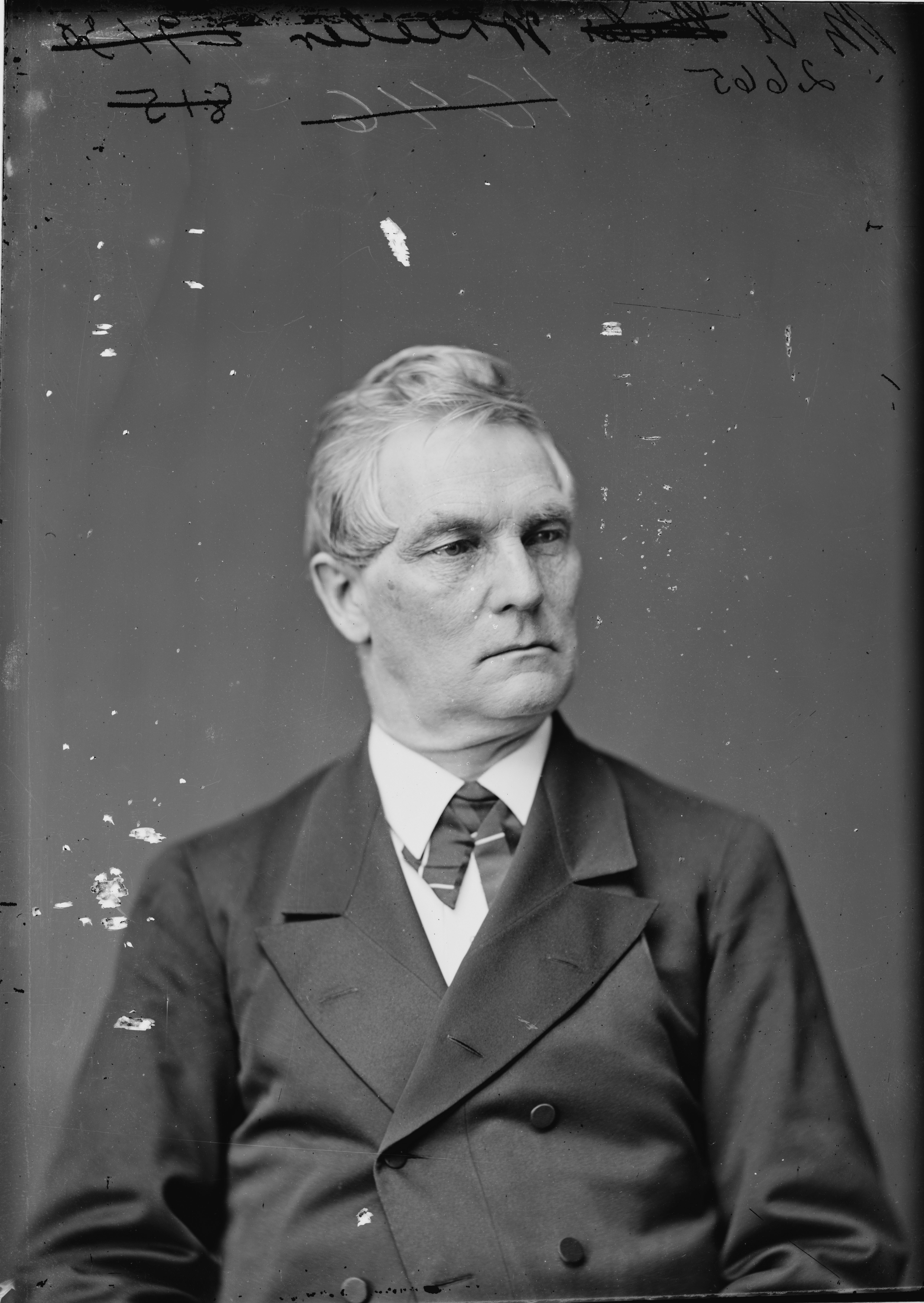
Dân biểu William A. Wheeler từ New York
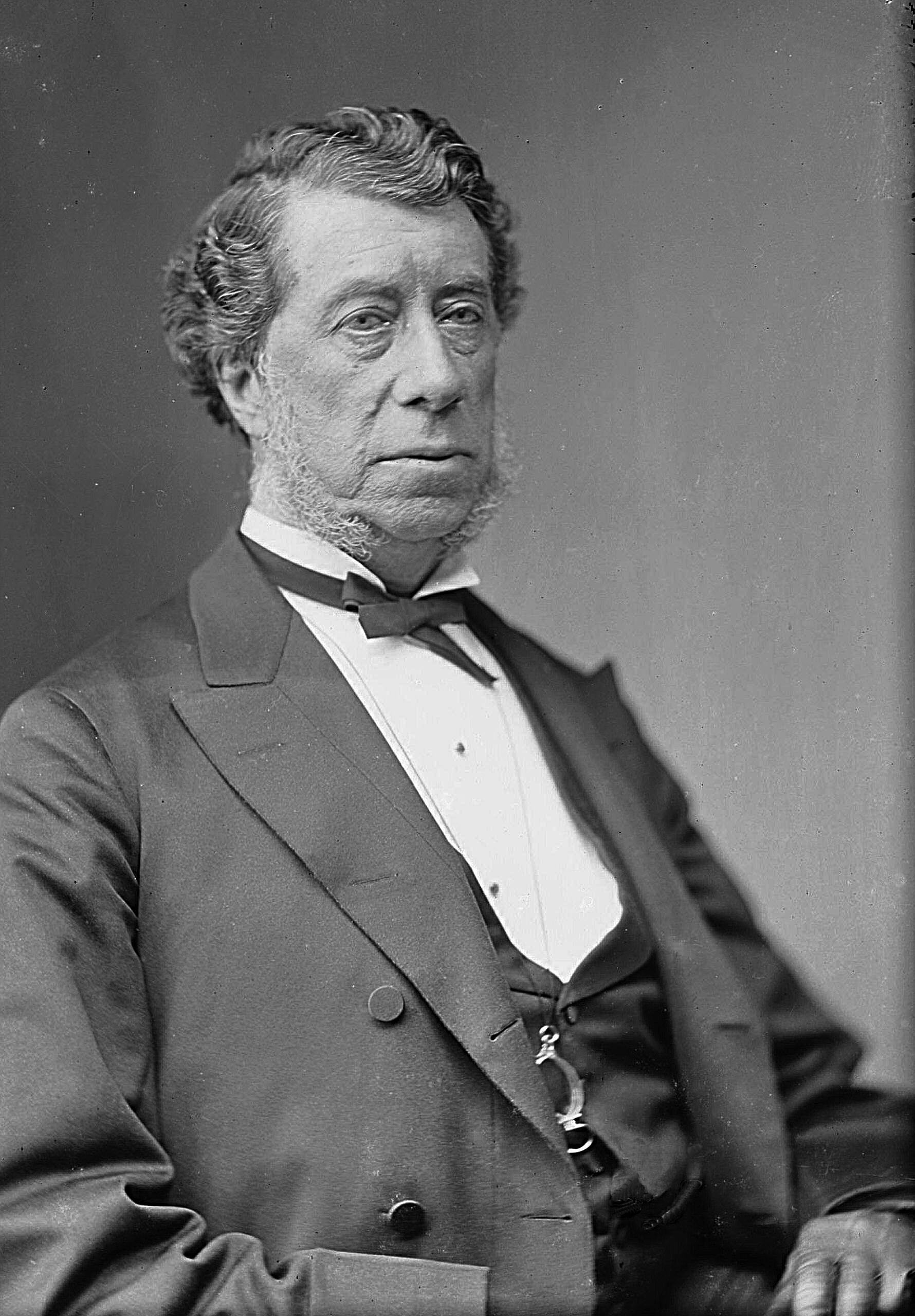
Ngoại trưởng Hamilton Fish từ New York  (từ chối ứng cử)
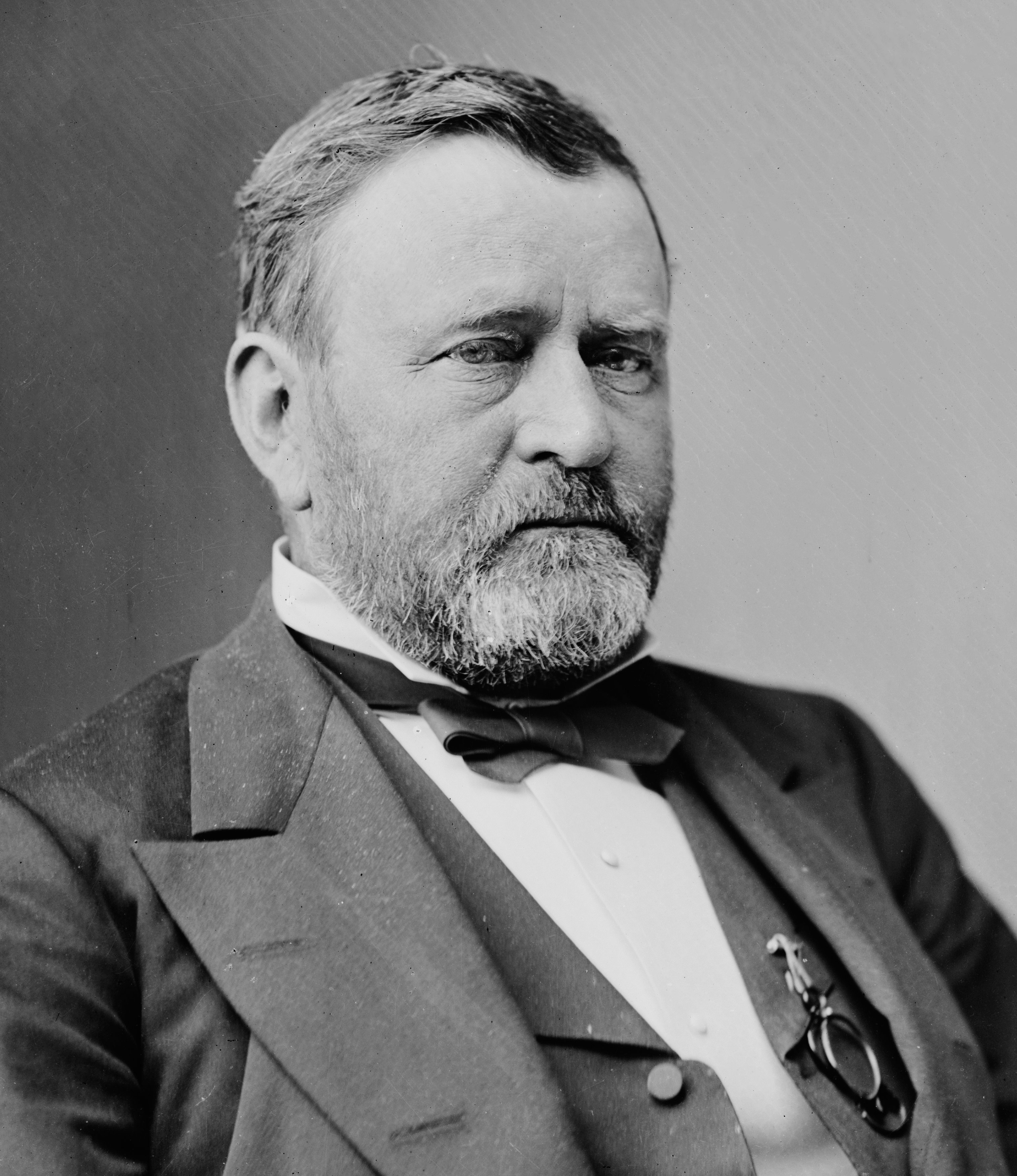
Tổng thống Ulysses S. Grant[5][6] (từ chối năm 1875)

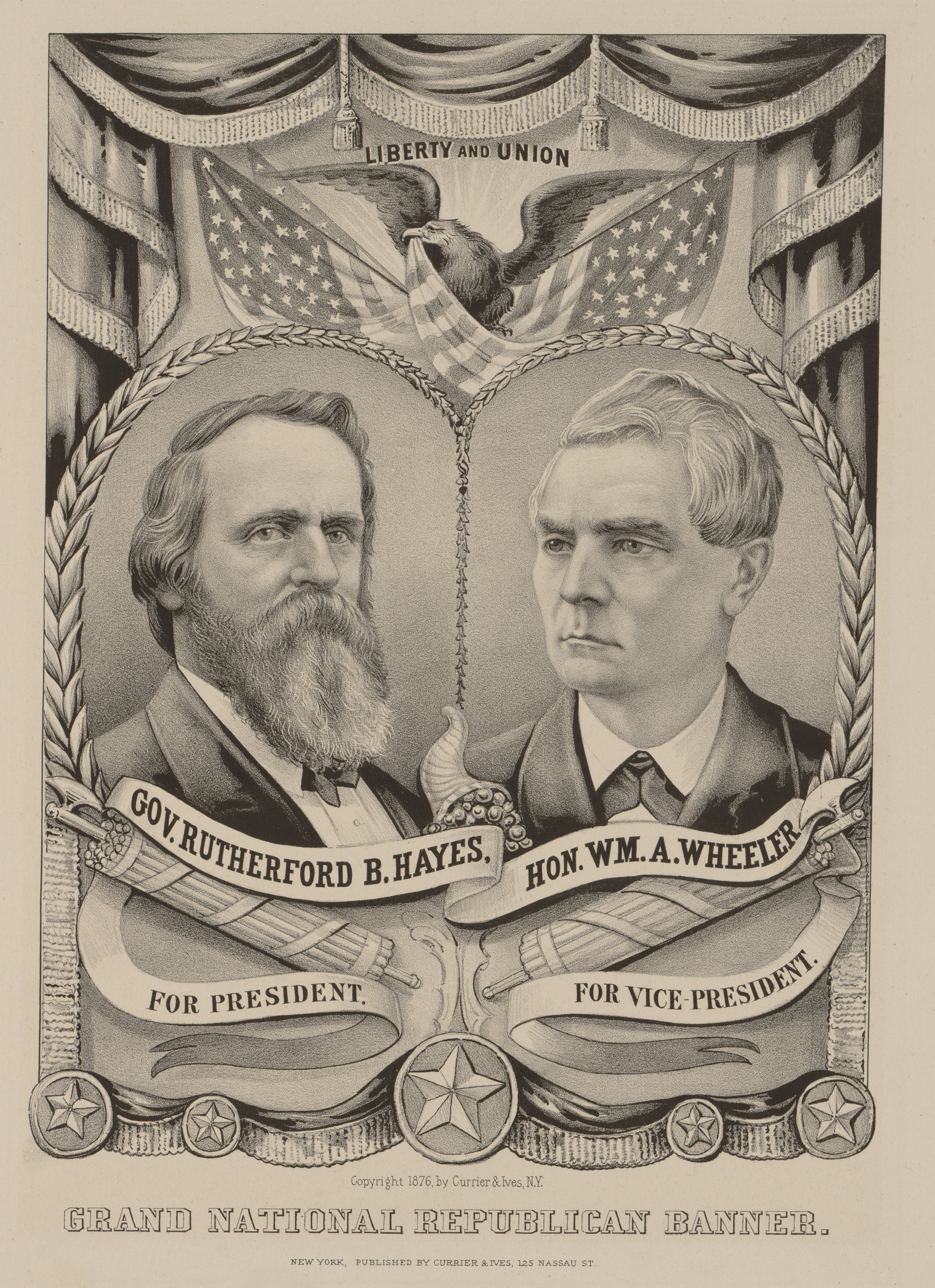
Áp phích chiến dịch của Hayes/ Wheeler

Vào năm 1875, nhiều người cho rằng Tổng thống đương nhiệm Ulysses S. Grant có kế hoạch tranh cử nhiệm kỳ tổng thống thứ ba bất chấp tình hình kinh tế thảm hại cùng vô số bê bối chính trị đã xảy ra kể từ khi ông nhậm chức vào năm 1869 cũng như một truyền thống lâu đời do George Washington thiết lập rằng Tổng thống không phục vụ quá 2 nhiệm kỳ. Những người thân cận với Grant đã khuyên ông ra tranh cử nhiệm kỳ thứ ba và ông suýt nữa đã làm vậy, nhưng vào ngày 15 tháng 12 năm 1875, Hạ viện, với số phiếu ủng hộ áp đảo 233 so với 18 phiếu phản đối, đã thông qua một nghị quyết để ủng hộ truyền thống 2 nhiệm kỳ với lý do là để ngăn chặn chế độ độc tài. Cuối năm đó, Grant rút lui và không tham gia tranh cử trong cuộc bầu cử năm 1876. Thay vào đó, ông cố gắng thuyết phục Ngoại trưởng Hamilton Fish ra tranh cử tổng thống, nhưng Fish, người đã 67 tuổi, từ chối vì cho rằng mình đã quá già để đảm nhận chức vụ đó. Tuy nhiên, Grant vẫn gửi một lá thư đến Đại hội để bày tỏ sự ủng hộ của mình với Fish, nhưng bức thư đã bị thất lạc và không bao giờ được công khai trước Đại hội. Fish sau đó nhấn mạnh rằng ông sẽ không tranh cử tổng thống ngay cả khi Đại hội đề cử ông.
Tại thời điểm Đại hội toàn quốc Đảng Cộng hòa nhóm họp tại Cincinnati, Ohio vào ngày 14 tháng 6 năm 1876, James G. Blaine dường như chắc chắn sẽ trở thành ứng cử viên Tổng thống của đảng. Trong lần bỏ phiếu đầu tiên, Blaine chỉ thiếu 100 phiếu để giành được đề cử. Tuy nhiên, ông bắt đầu gặp nhiều rào cản sau lần bỏ phiếu thứ 2, vì nhiều đảng viên Cộng hòa lo sợ rằng Blaine không thể thắng trong cuộc tổng tuyển cử. Các đại biểu chống Blaine đã không thể đề cử một ứng cử viên cho đến khi số phiếu bầu của Blaine chiếm 41% tổng số phiếu trong lần bỏ phiếu thứ 6. Lo sợ Blaine giành được đề cử, thượng tầng Đảng Cộng hòa đã bí mật chọn Thống đốc của Ohio Rutherford B. Hayes, người đã dần xây dựng được nền tảng ủng hộ vững chắc trong suốt đại hội cho đến khi ông về nhì trong lần bỏ phiếu thứ 6. Trong lần bỏ phiếu thứ 7, Hayes được đề cử làm Tổng thống với 384 phiếu bầu, so với 351 cho Blaine và 21 cho Benjamin Bristow. Dân biểu New York William A. Wheeler được đề cử làm Phó Tổng thống với cách biệt lớn hơn nhiều (366–89) so với đối thủ chính của ông, Frederick Theodore Frelinghuysen, người sau này là thành viên của Ủy hội Bầu cử, cơ quan đã trao chiến thắng cho Hayes.
| Lá phiếu chọn ứng cử viên Tổng thống | Lá phiếu chọn ứng cử viên Tổng thống | Lá phiếu chọn ứng cử viên Tổng thống | Lá phiếu chọn ứng cử viên Tổng thống | Lá phiếu chọn ứng cử viên Tổng thống | Lá phiếu chọn ứng cử viên Tổng thống | Lá phiếu chọn ứng cử viên Tổng thống | Lá phiếu chọn ứng cử viên Tổng thống |
| Lần bỏ phiếu                         | 1                                    | 2                                    | 3                                    | 4                                    | 5                                    | 6                                    | 7                                    |
| ------------------------------------ | ------------------------------------ | ------------------------------------ | ------------------------------------ | ------------------------------------ | ------------------------------------ | ------------------------------------ | ------------------------------------ |
| Hayes                                | 61                                   | 64                                   | 67                                   | 68                                   | 104                                  | 113                                  | 384                                  |
| Blaine                               | 285                                  | 296                                  | 293                                  | 292                                  | 286                                  | 308                                  | 351                                  |
| Bristow                              | 113                                  | 114                                  | 121                                  | 126                                  | 114                                  | 111                                  | 21                                   |
| Morton                               | 124                                  | 120                                  | 113                                  | 108                                  | 95                                   | 85                                   | 0                                    |
| Conkling                             | 99                                   | 93                                   | 90                                   | 84                                   | 82                                   | 81                                   | 0                                    |
| Hartranft                            | 58                                   | 63                                   | 68                                   | 71                                   | 69                                   | 50                                   | 0                                    |
| Jewell                               | 11                                   | 0                                    | 0                                    | 0                                    | 0                                    | 0                                    | 0                                    |
| Washburne                            | 0                                    | 1                                    | 1                                    | 3                                    | 3                                    | 4                                    | 0                                    |
| Wheeler                              | 3                                    | 3                                    | 2                                    | 2                                    | 2                                    | 2                                    | 0                                    |
| Phiếu trắng                          | 2                                    | 2                                    | 1                                    | 2                                    | 1                                    | 2                                    | 0                                    |

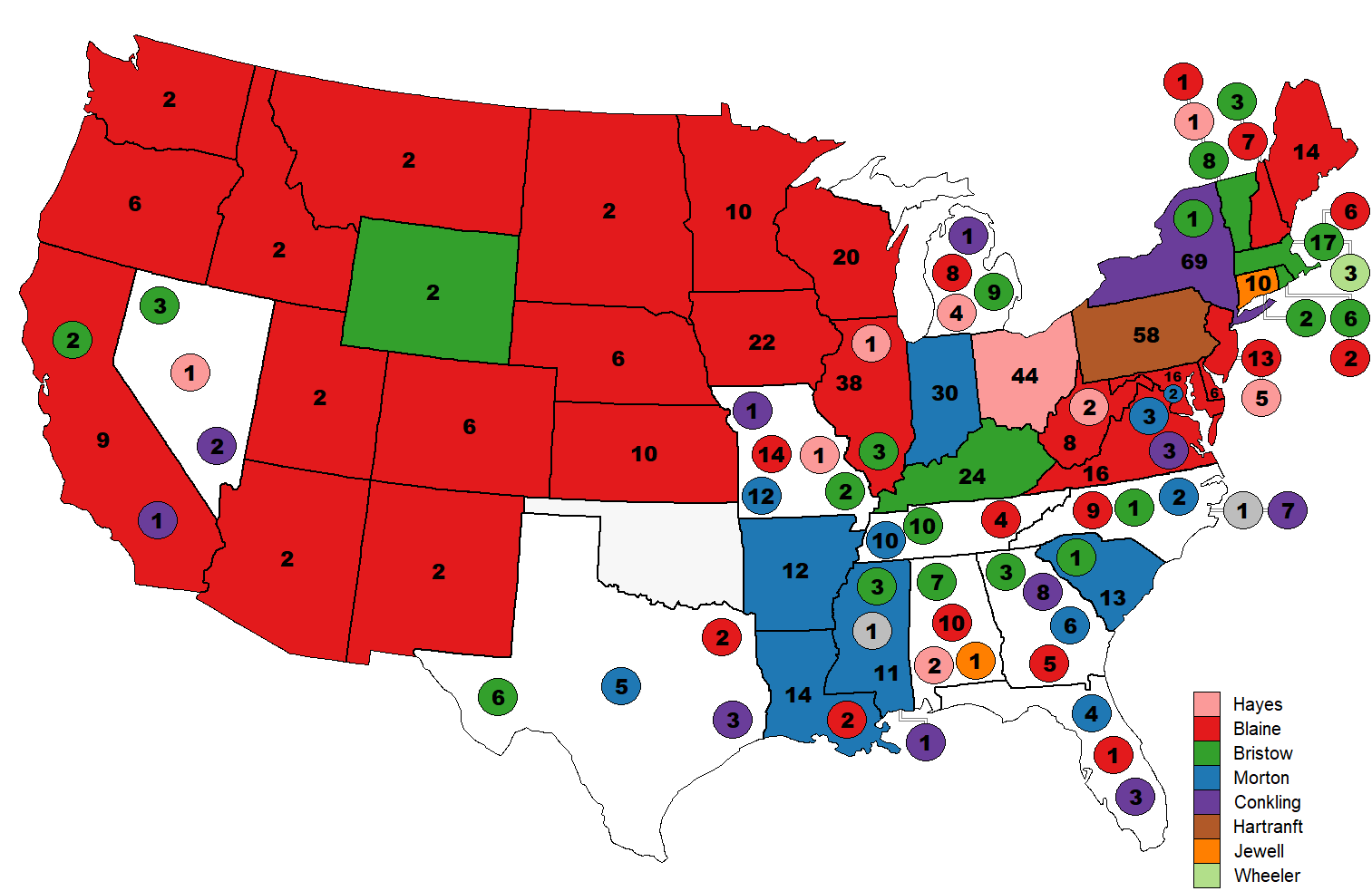
Lần đầu tiên
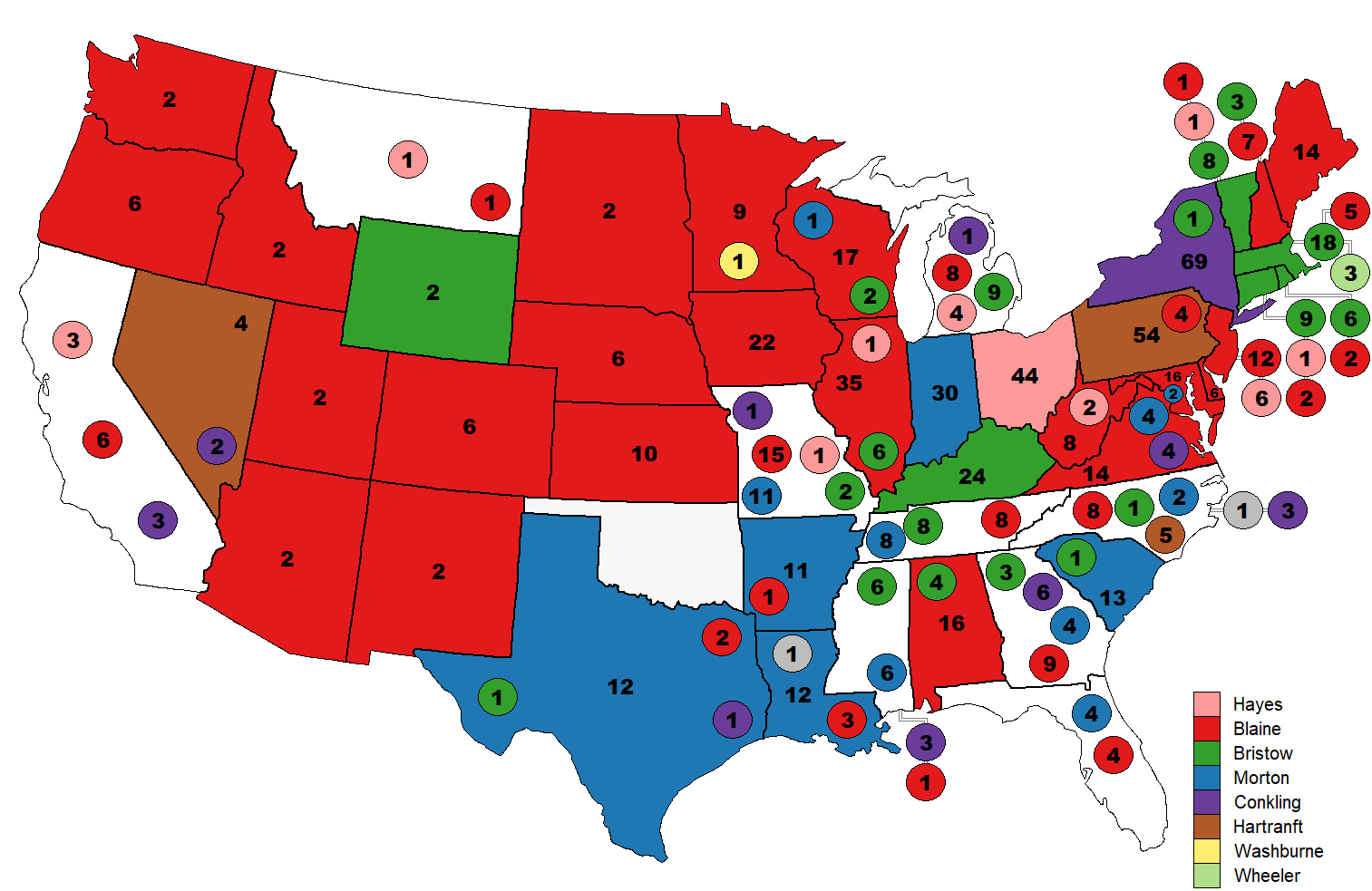
Lần thứ 2
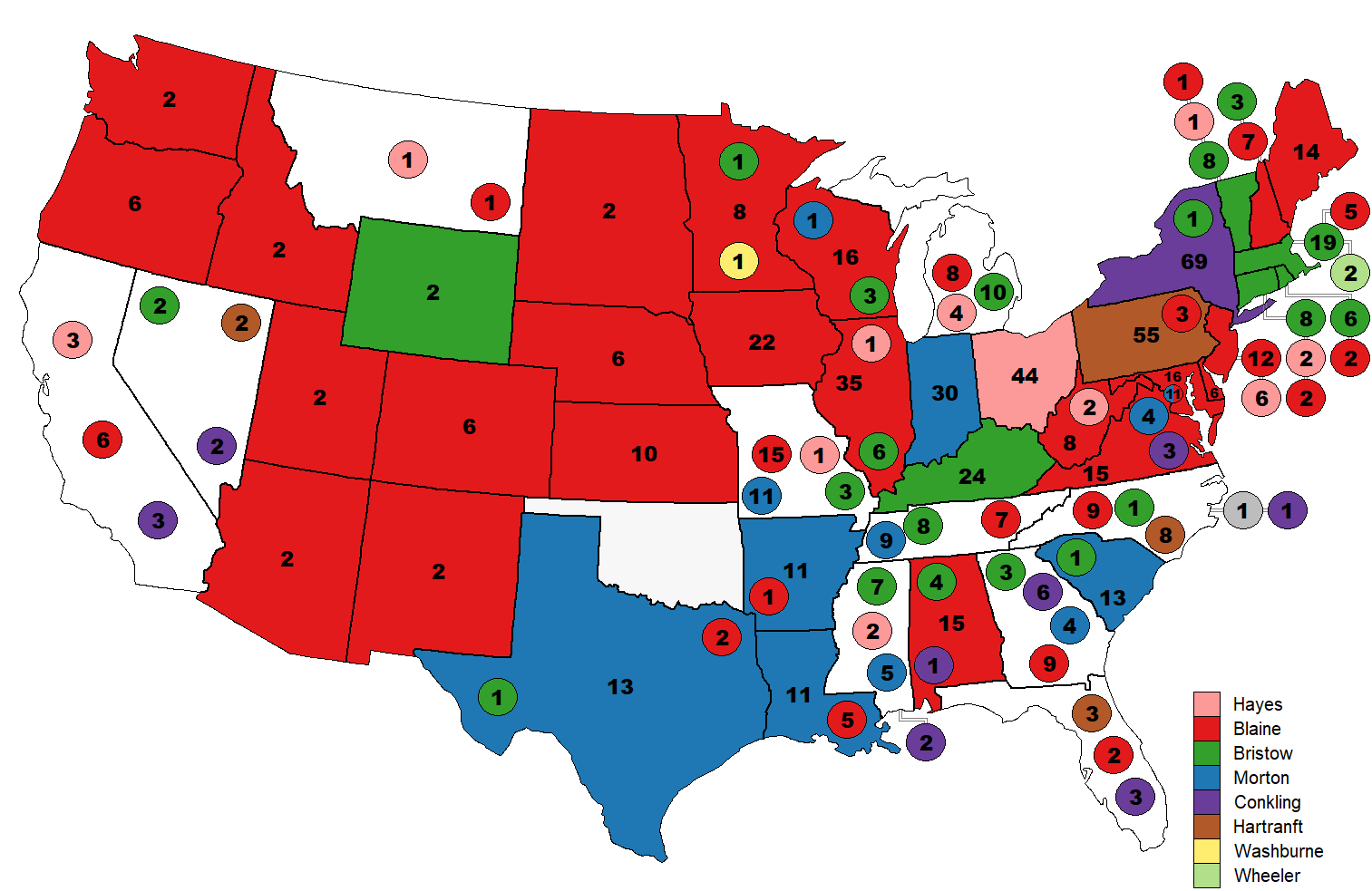
Lần thứ 3
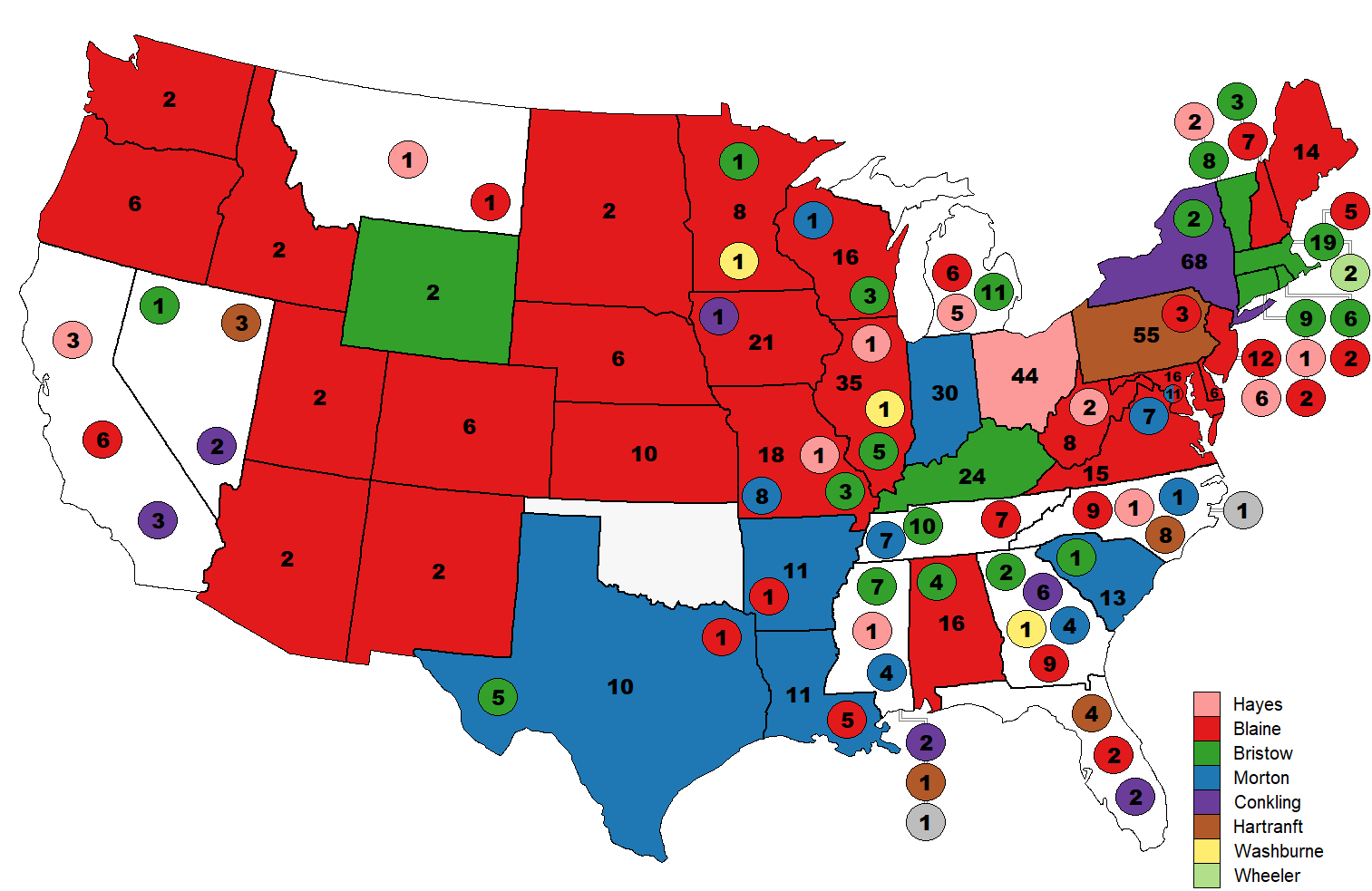
Lần thứ 4
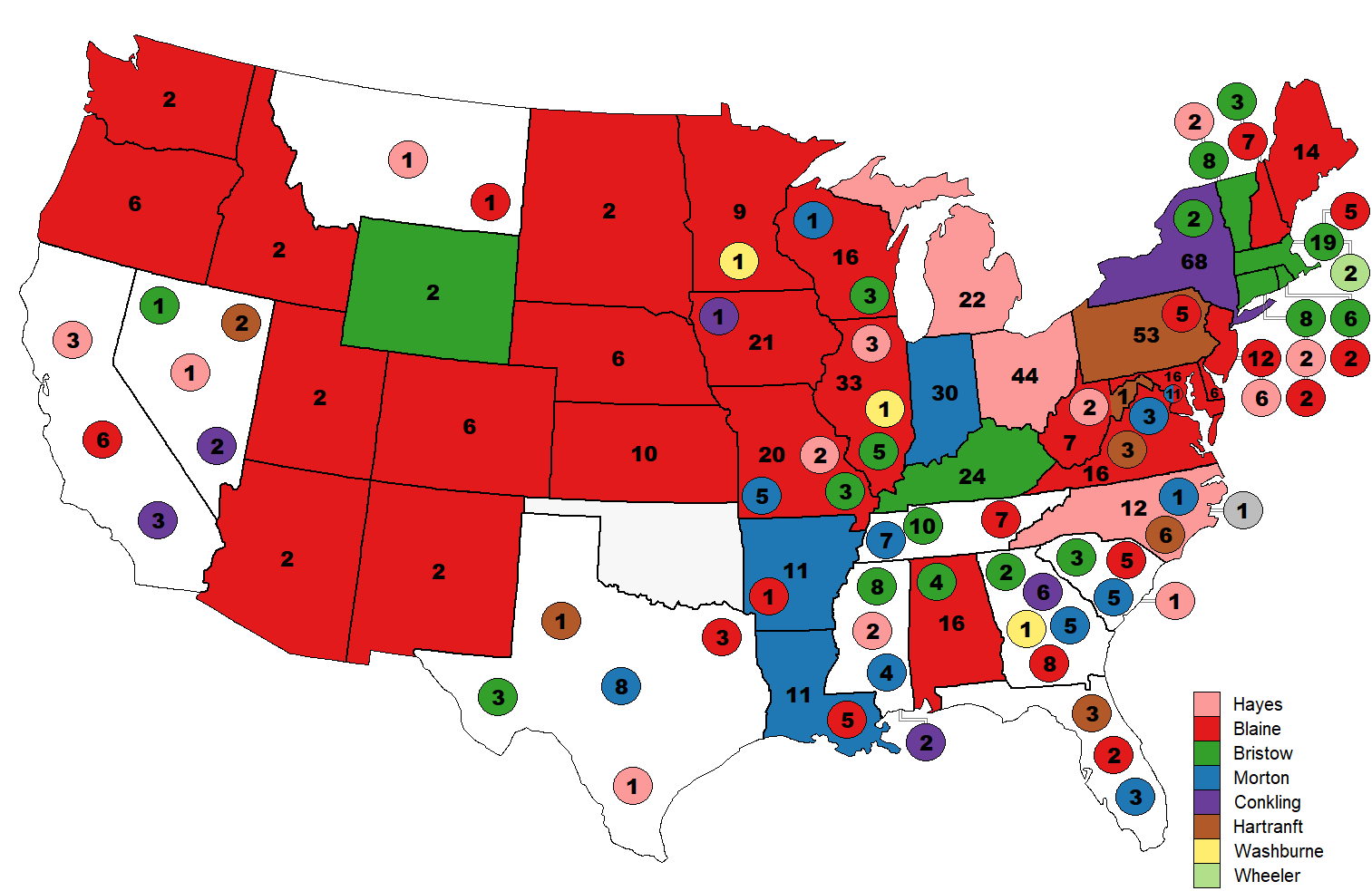
Lần thứ 5
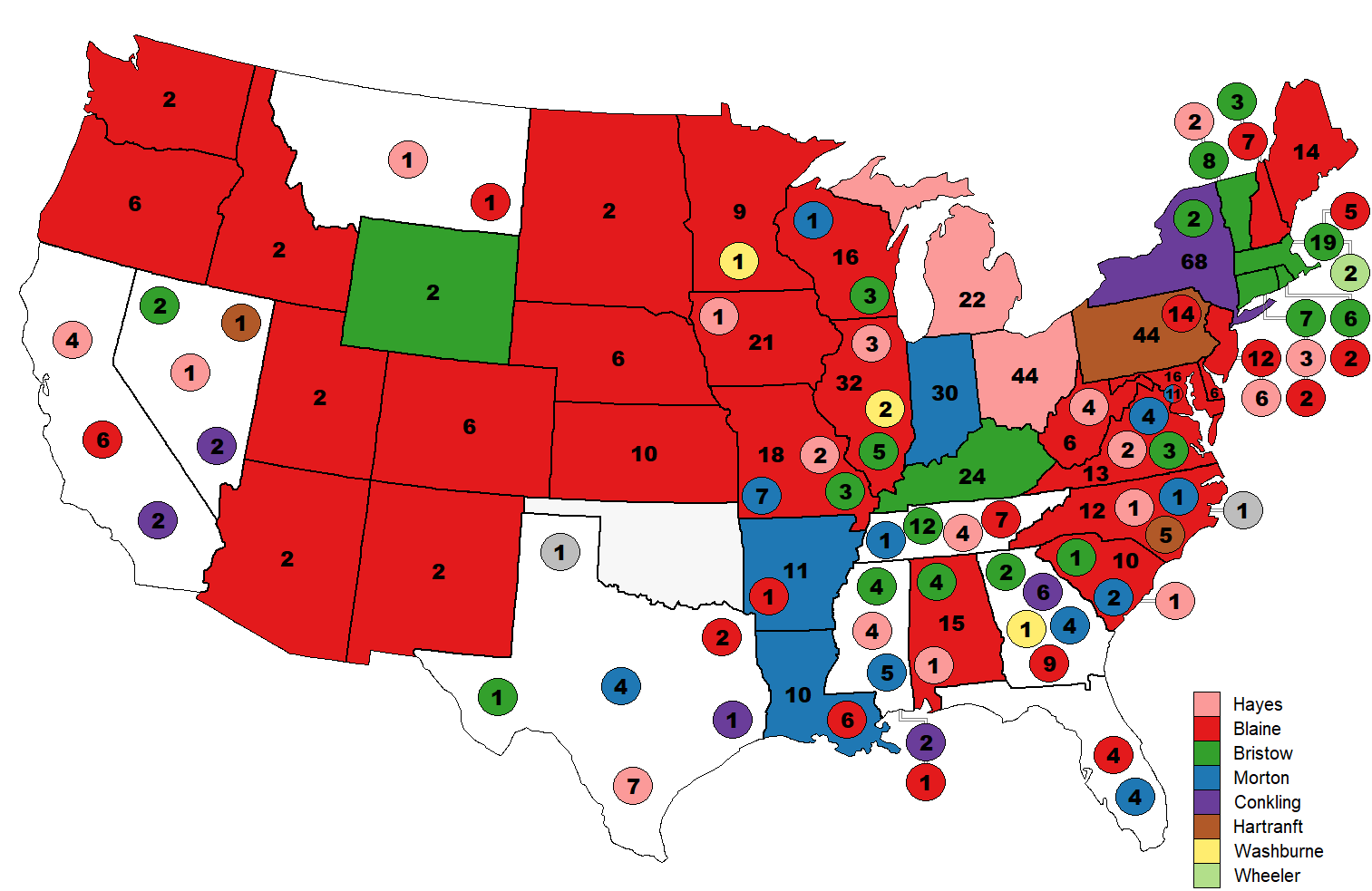
Lần thứ 6
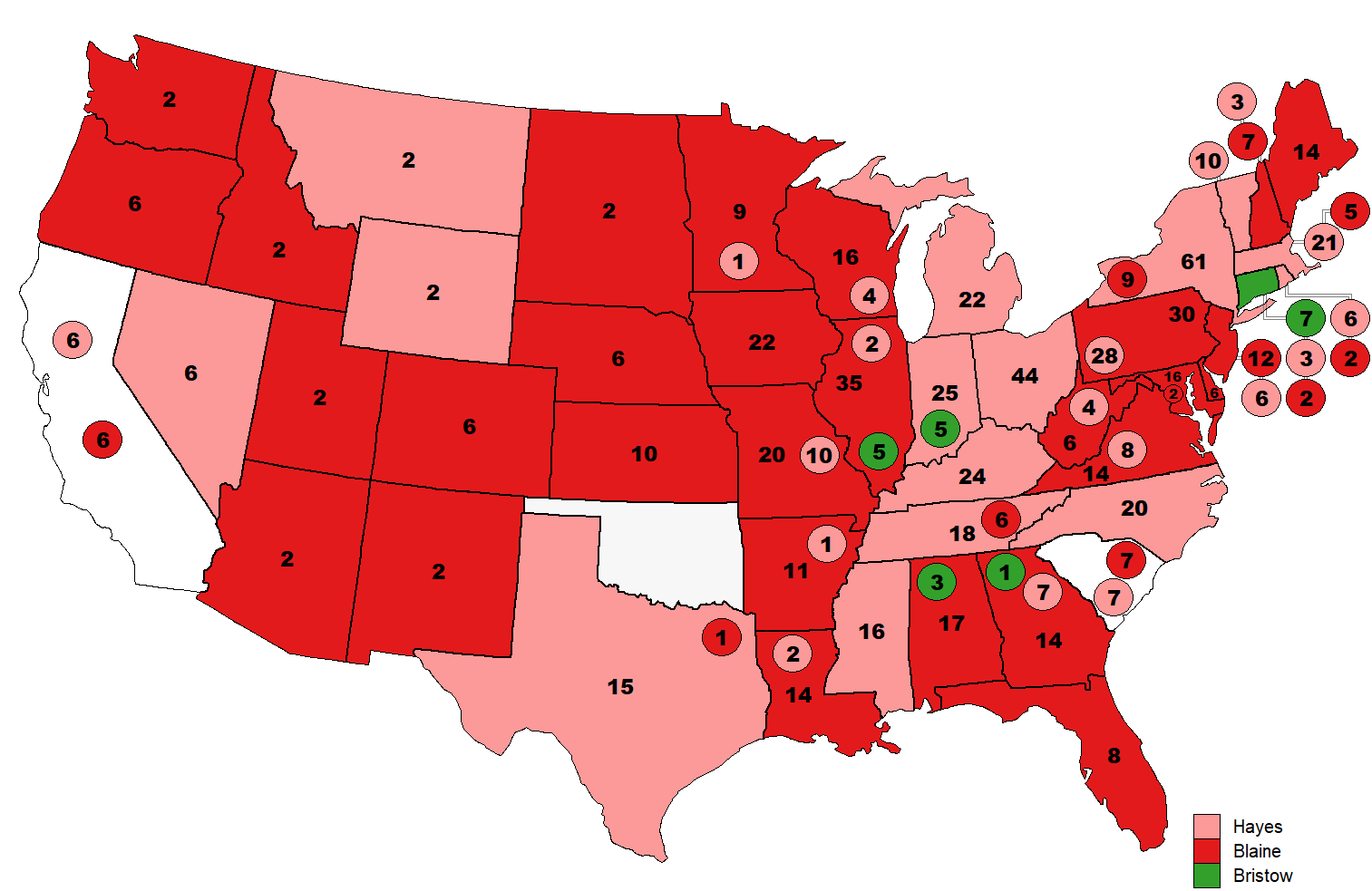
Lần thứ 7

| Lá phiếu chọn ứng cử viên Phó Tổng thống | Lá phiếu chọn ứng cử viên Phó Tổng thống |
| Lần bỏ phiếu                             | 1                                        |
| ---------------------------------------- | ---------------------------------------- |
| Wheeler                                  | 366                                      |
| Frelinghuysen                            | 89                                       |
| Jewell                                   | 86                                       |
| Woodford                                 | 70                                       |
| Hawley                                   | 25                                       |
| Phiếu trắng                              | 120                                      |

- Lần 1
(một phần)

### Đề cử của Đảng Dân chủ

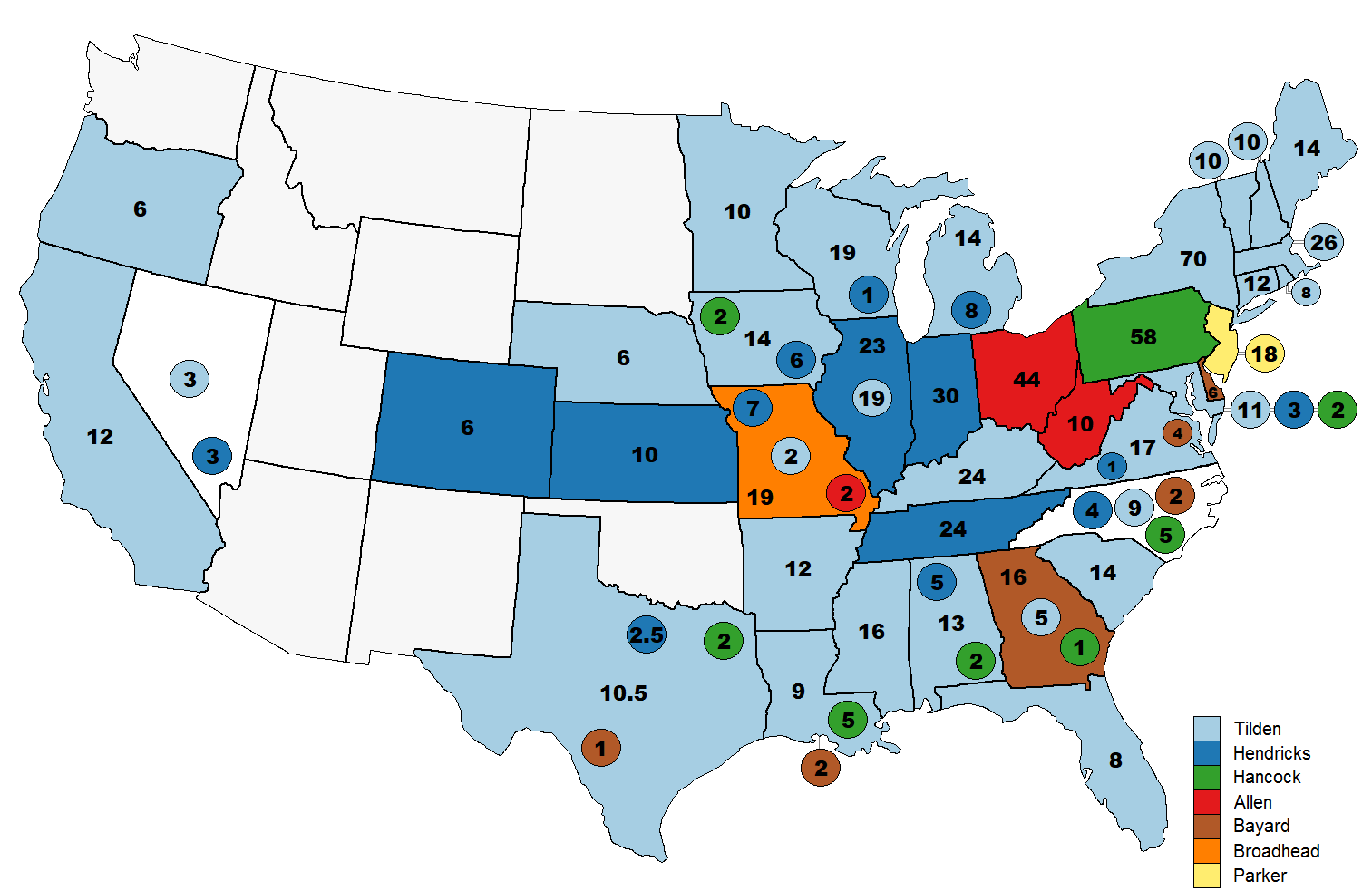
Lần đầu tiên Trước khi Đại hội làm việc
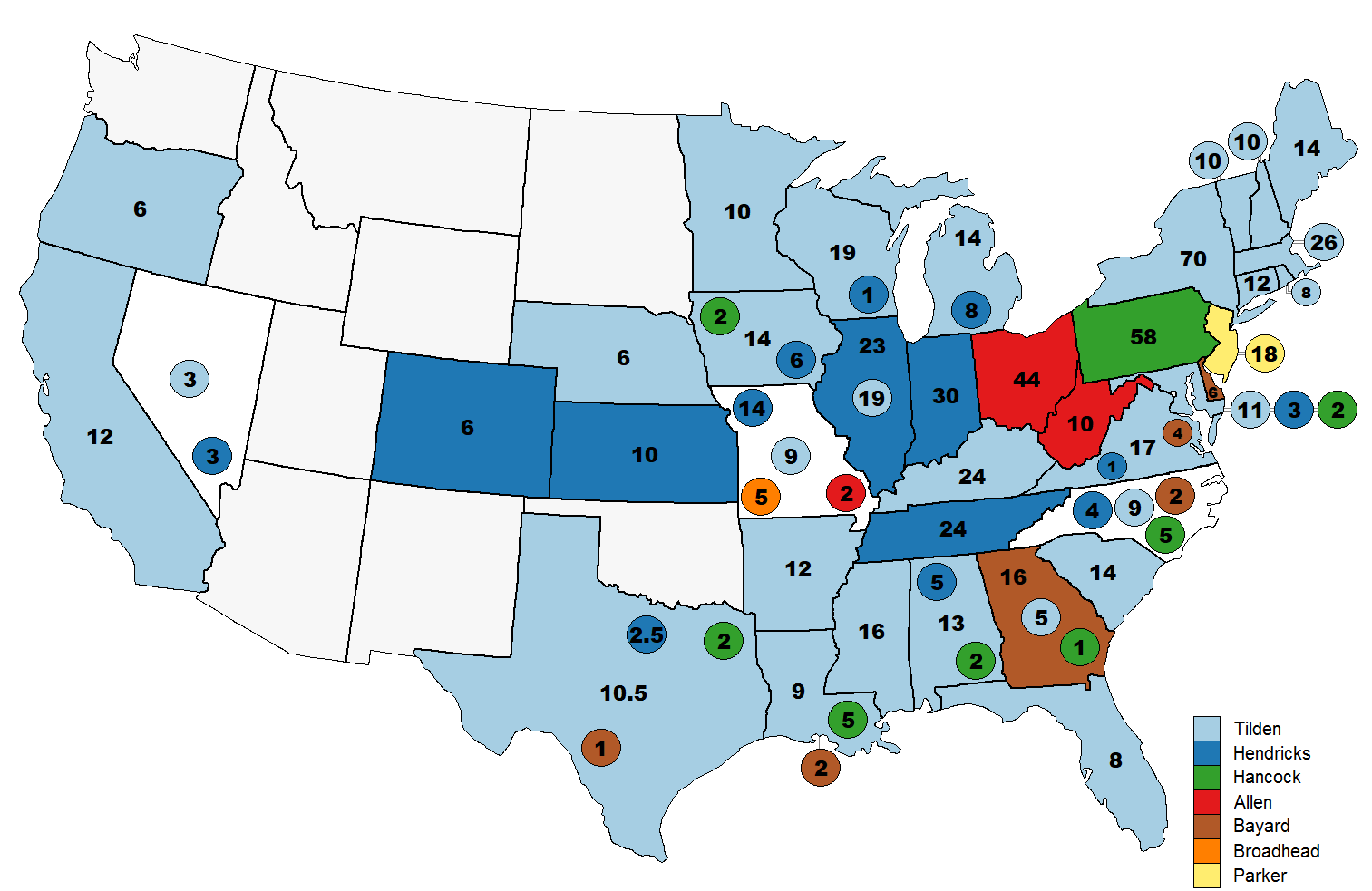
Lần đầu tiên Sau khi Đại hội làm việc
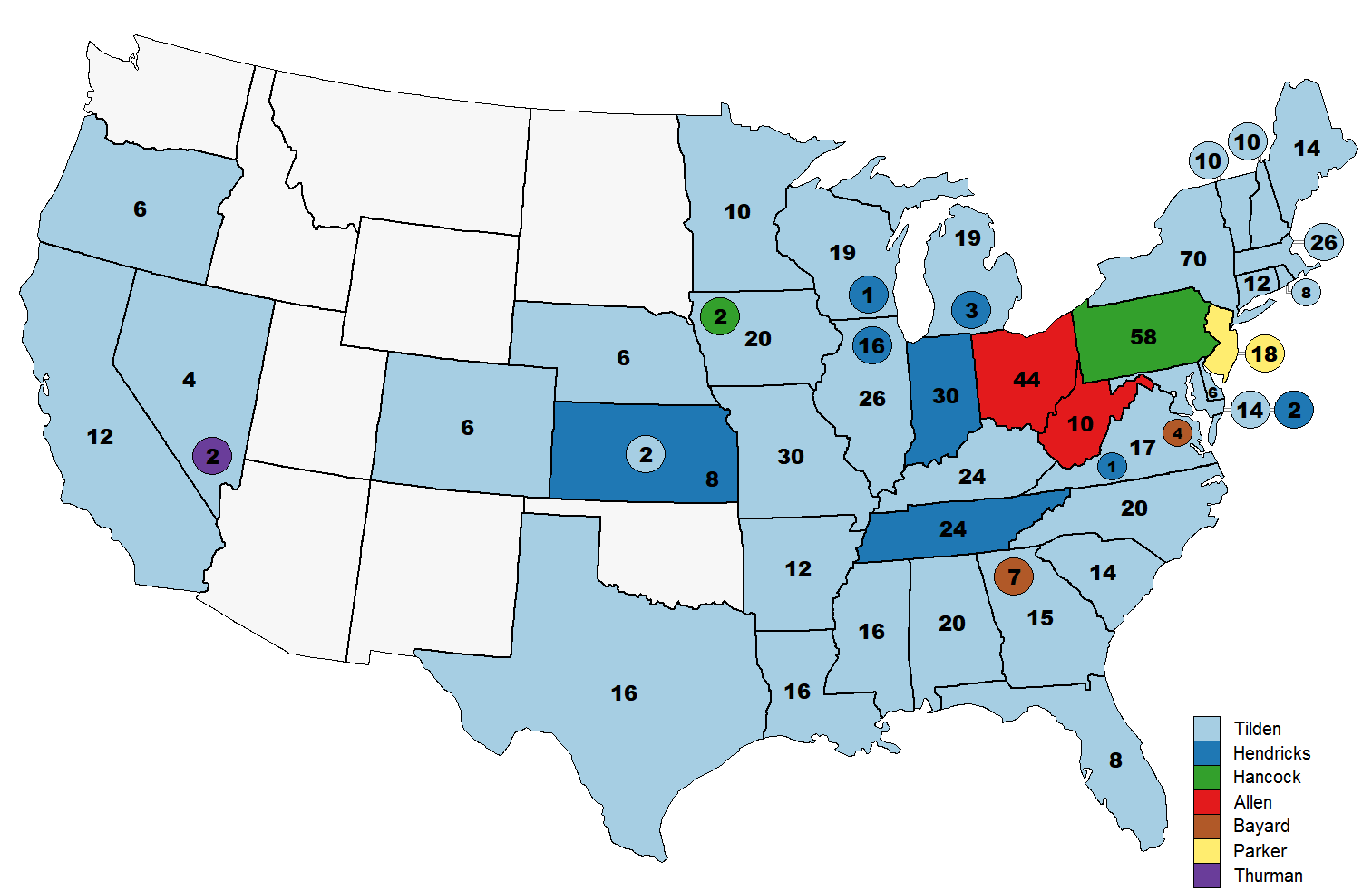
Lần thứ 2 Trước khi Đại hội làm việc
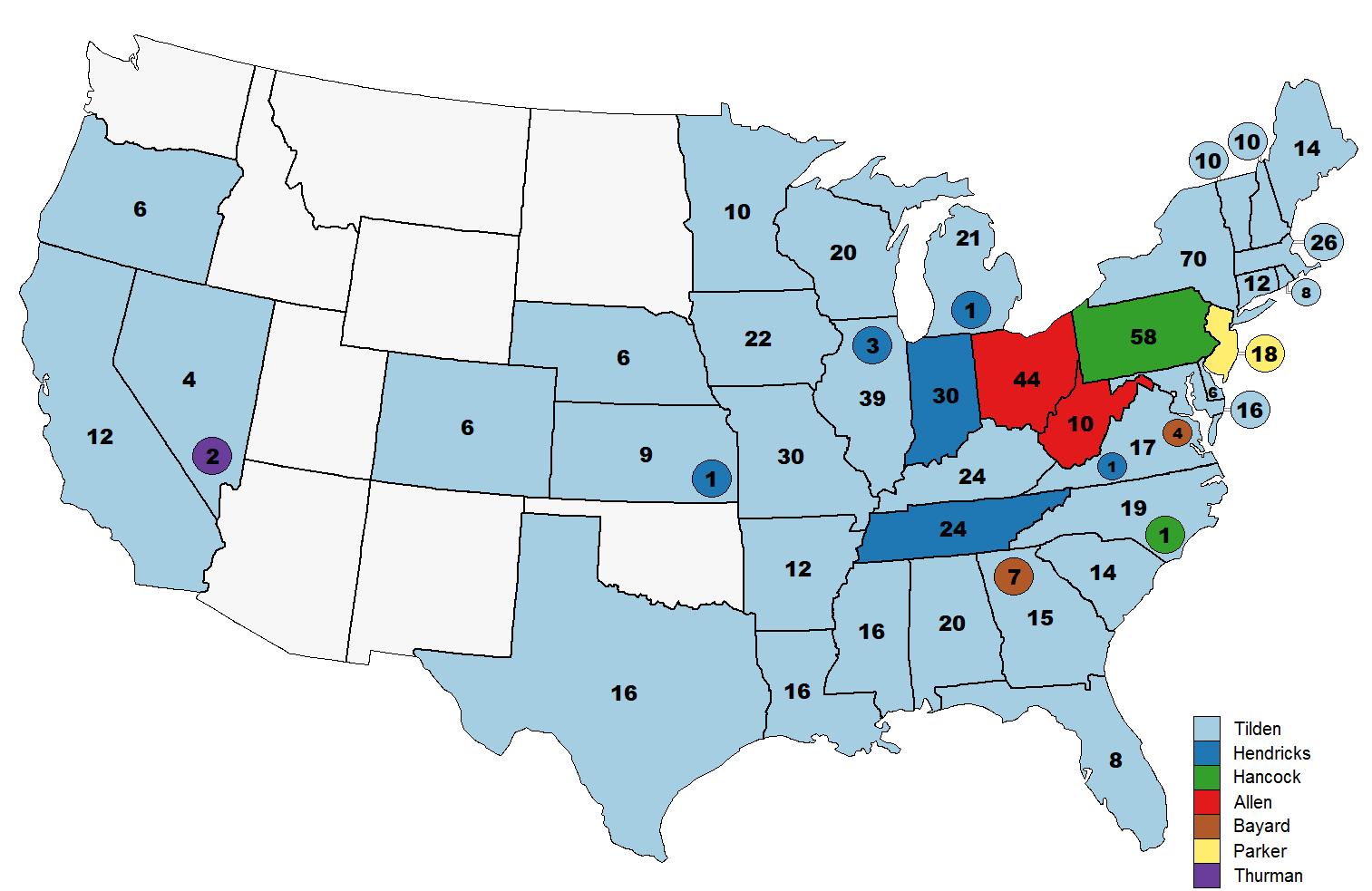
Lần thứ 2 Sau khi Đại hội làm việc

| Đề cử của Đảng Dân chủ năm 1876       |                                      |
| Samuel J. Tilden                      | Thomas A. Hendricks                  |
| cho Tổng thống                        | cho Phó Tổng thống                   |
|                                       |                                      |
| Thống đốc New York thứ 25 (1875–1876) | Thống đốc Indiana thứ 16 (1873–1877) |
| Chiến dịch                            |                                      |

Các ứng cử viên của Đảng Dân chủ:
- Samuel J. Tilden, Thống đốc New York
- Thomas A. Hendricks, Thống đốc Indiana
- Winfield Scott Hancock, Thiếu tướng Lục quân Hoa Kỳ từ Pennsylvania
- William Allen, cựu Thống đốc Ohio
- Thomas F. Bayard, Thượng nghị sĩ Hoa Kỳ từ Delaware
- Joel Parker, cựu Thống đốc New Jersey

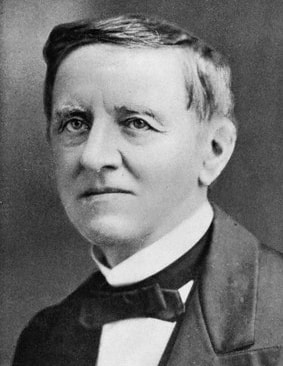
Thống đốc Samuel J. Tilden từ New York
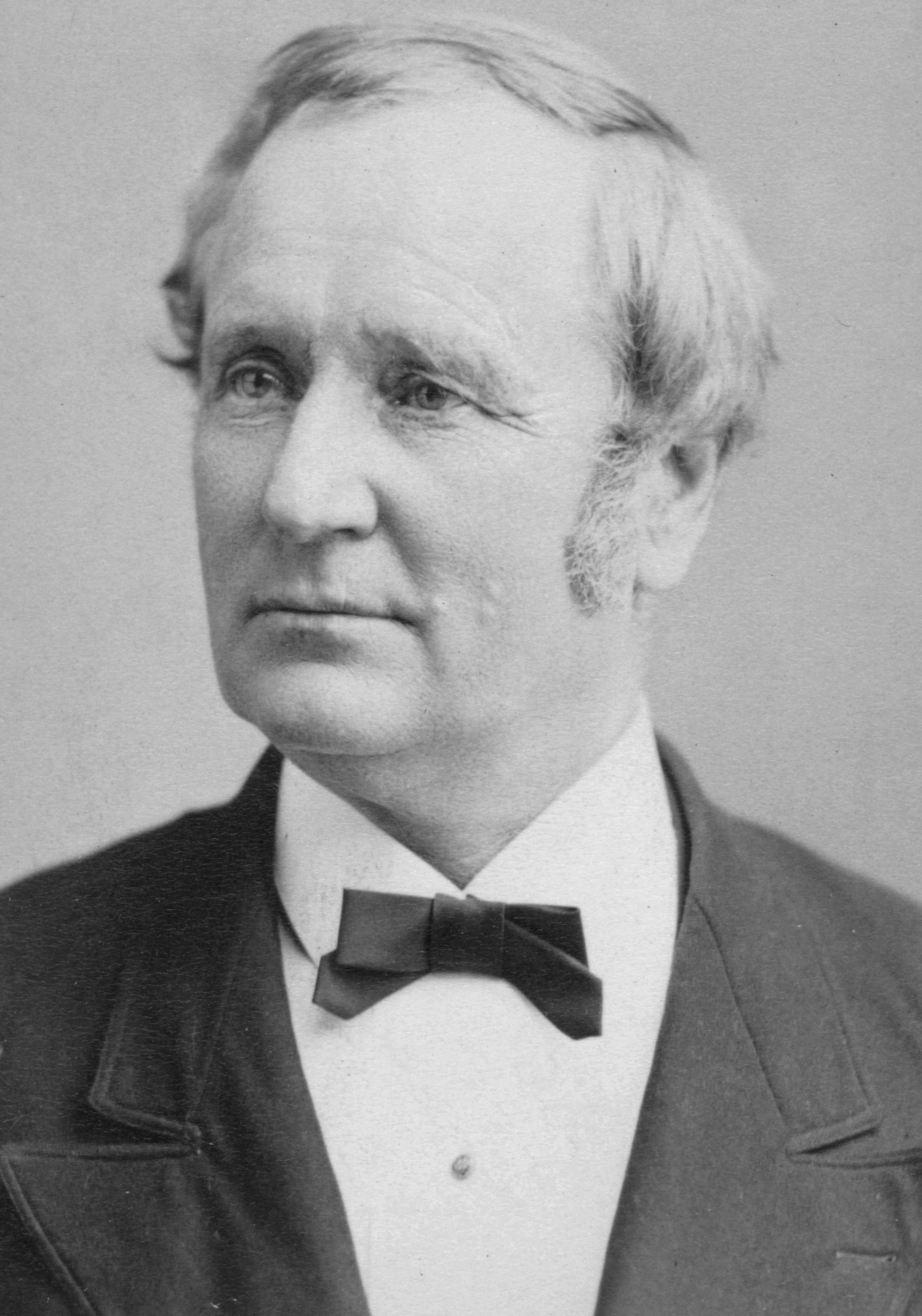
Thống đốc Thomas A. Hendricks từ Indiana
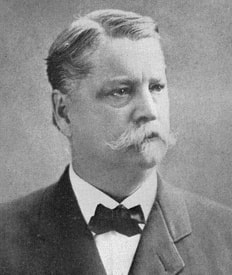
Thiếu tướng Winfield Scott Hancock từ Pennsylvania
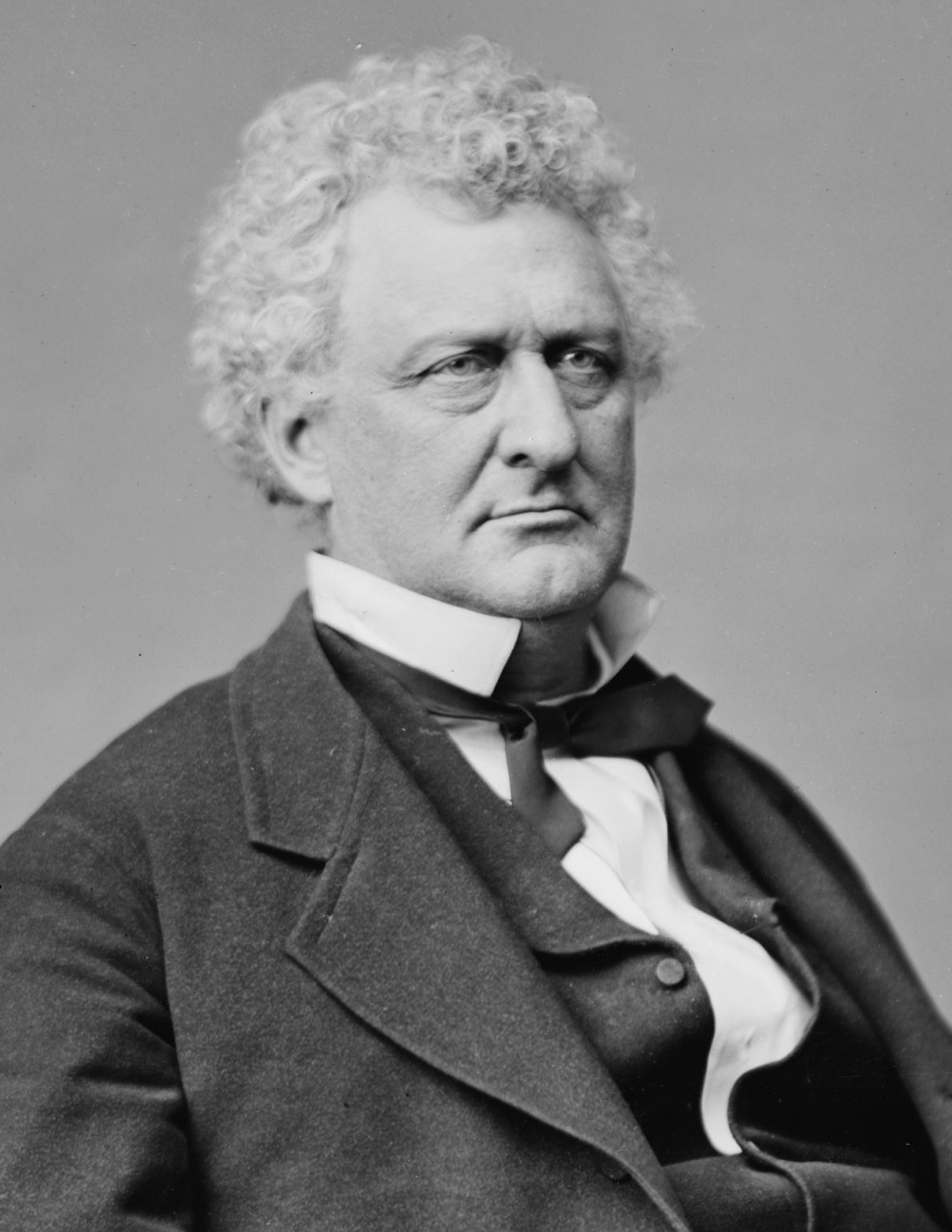
William Allen từ Ohio
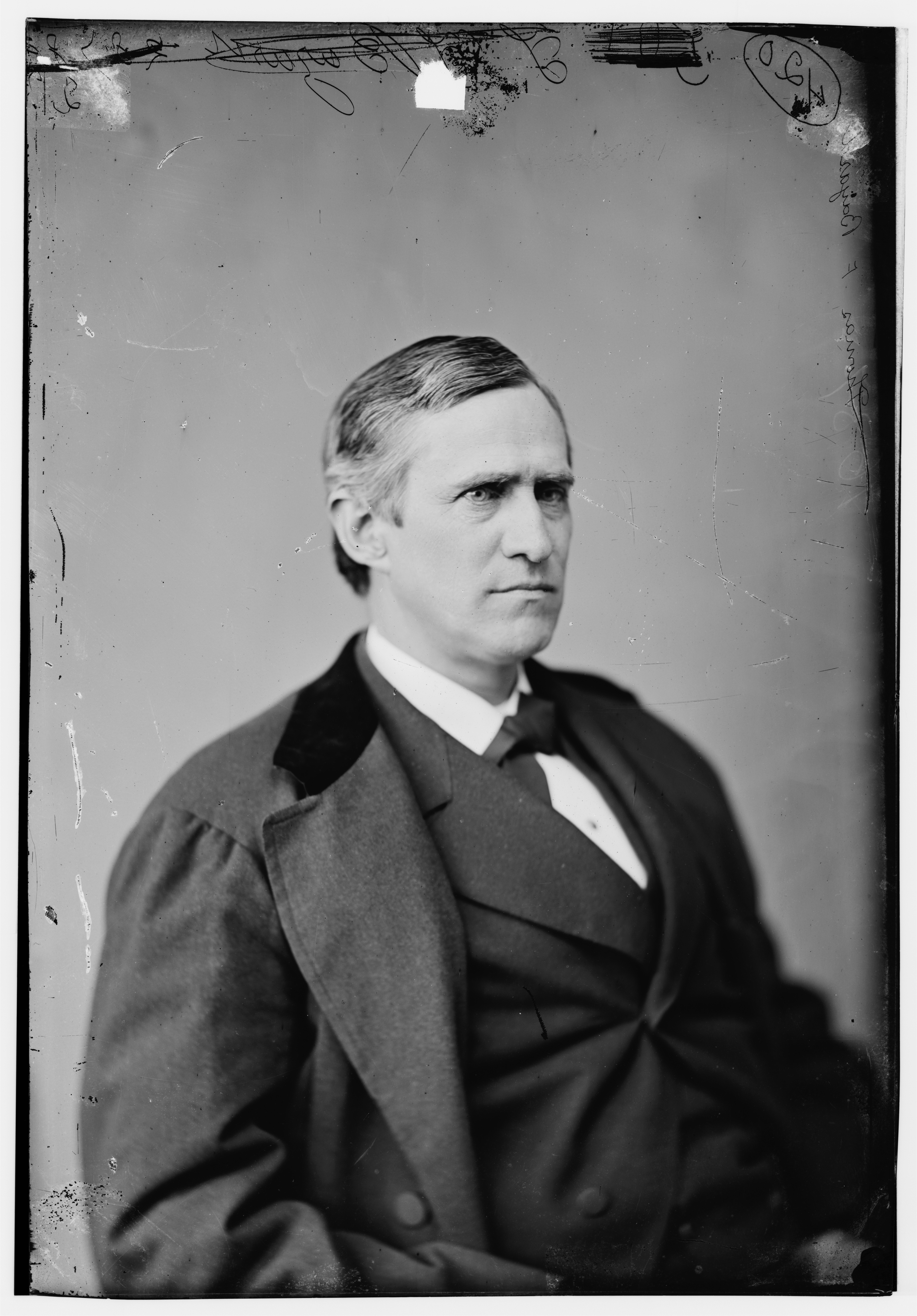
Thượng nghị sĩ Thomas F. Bayard từ Delaware
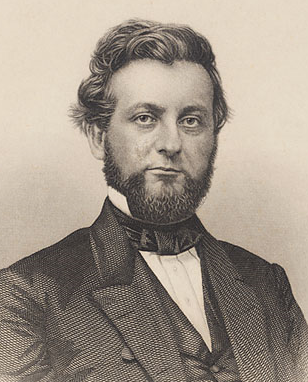
Joel Parker từ New JerseyJoel Parker từ New Jersey

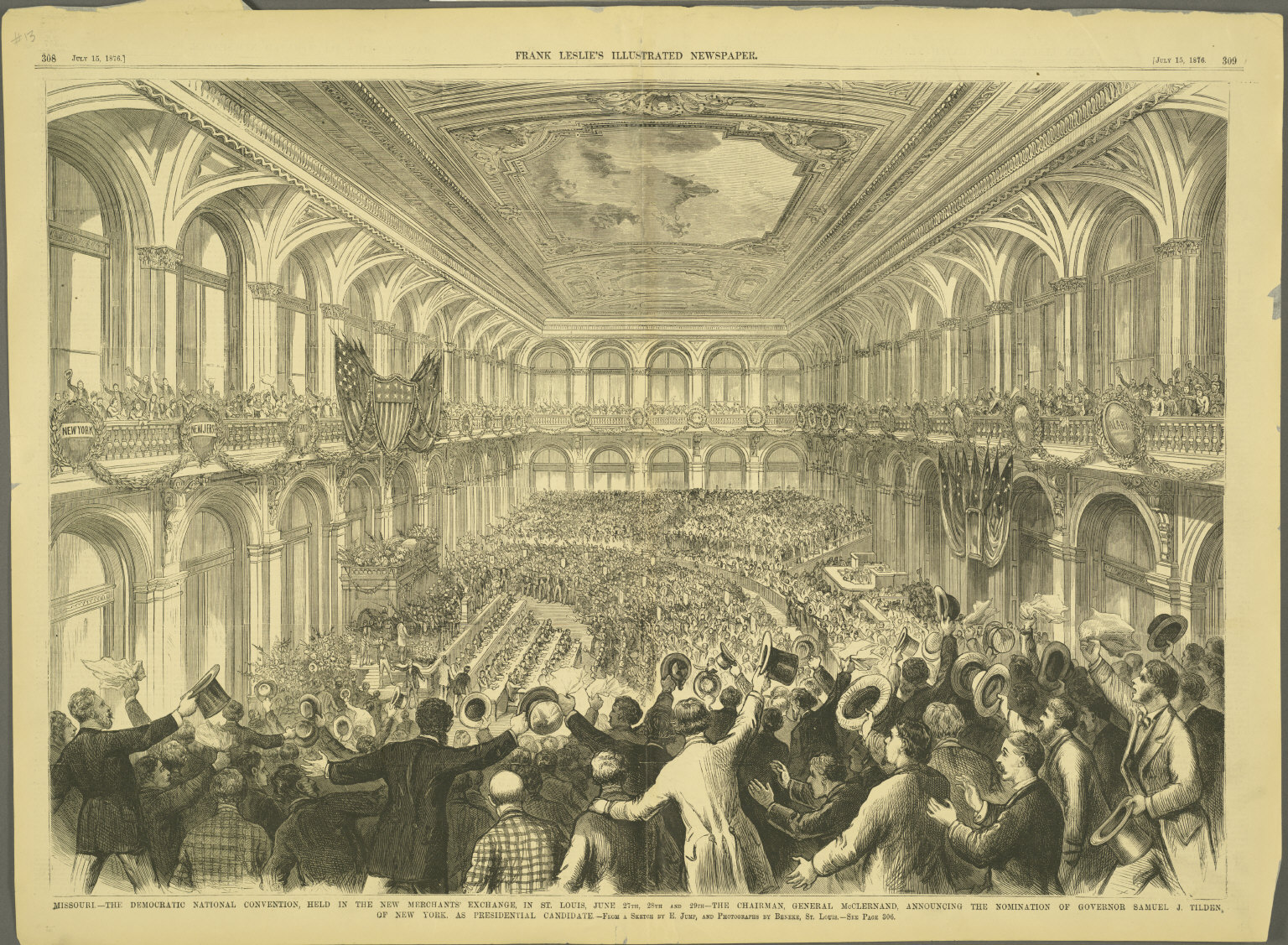
Bên trong Tòa nhà Merchants Exchange ở St. Louis, Missouri, nơi Samuel J. Tilden được đề cử tranh chức Tổng thống

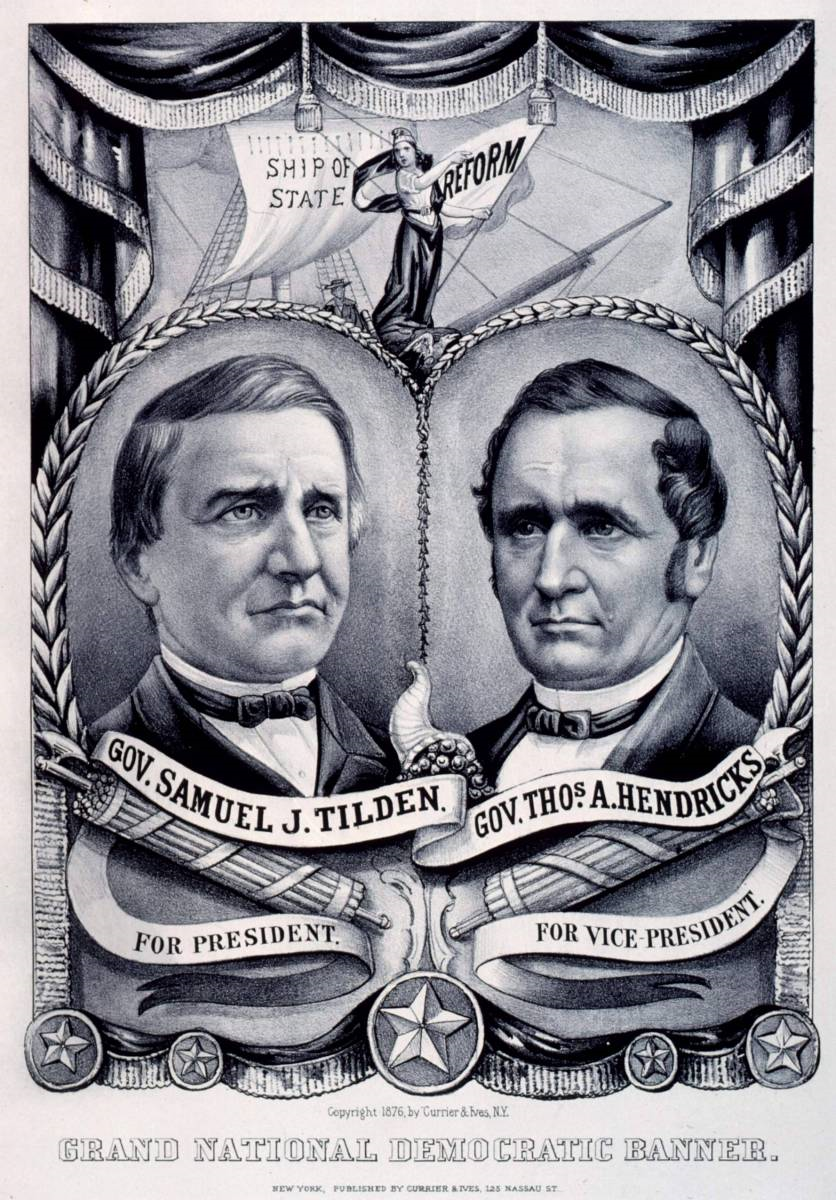
Áp phích chiến dịch của Tilden/Hendricks

Việc Đảng Dân chủ không đề cử một liên danh trong cuộc bầu cử tổng thống trước đó mà thay vào đó ủng hộ ứng cử viên của Đảng Cộng hòa Tự do Horace Greeley đã dẫn đến nhiều cuộc tranh luận về khả năng tồn tại của đảng. Mọi nghi ngờ về tương lai của đảng đã bị dập tắt sau khi Đảng Cộng hòa Tự do sụp đổ sau cuộc bầu cử đó, cùng với những chiến thắng đáng kể của Đảng Dân chủ trong cuộc bầu cử giữa kỳ năm 1874 khi lần đầu tiên họ nắm quyền kiểm soát Hạ viện sau 16 năm.
Đại hội toàn quốc của Đảng Dân chủ được tổ chức tại St. Louis, Missouri, vào tháng 6 năm 1876, đây là đại hội chính trị đầu tiên của một đảng lớn được tổ chức ở phía tây sông Mississippi. 5000 người chen chúc trong một khán phòng ở St. Louis với hy vọng Đảng Dân chủ sẽ lần đầu giành chiến thắng trong một cuộc bầu cử tổng thống sau 20 năm. Cương lĩnh của đảng ủng hộ cải cách ngay lập tức và sâu rộng để đối phó với những vụ bê bối trong chính quyền Grant. Tilden đã giành được hơn 400 phiếu bầu trong lần bỏ phiếu đầu tiên và được đề cử tổng thống với tỷ số áp đảo trong lần thứ 2.
Tilden đã đánh bại Thomas A. Hendricks, Winfield Scott Hancock, William Allen, Thomas F. Bayard và Joel Parker để được đề cử Tổng thống. Tilden đã vượt qua sự chống đối rất lớn từ "Honest John" Kelly, lãnh đạo của Tammany Hall tại New York, để giành được đề cử Tổng thống. Thomas A. Hendricks được đề cử làm Phó Tổng thống vì ông là người duy nhất ứng cử vị trí đó.
Cương lĩnh của Đảng Dân chủ cam kết thay thế chính quyền tham nhũng của Grant bằng một chính quyền trung thực, hiệu quả và chấm dứt bạo lực tại miền Nam. Nó cũng cam kết bảo vệ quyền trở về quê hương của các công dân Hoa Kỳ nhập tịch cũng như hạn chế nhập cư người châu Á, cải cách thuế quan và phản đối việc cấp đất để xây dựng đường sắt. Người ta tuyên bố rằng Tilden nhận được sự ủng hộ nhiệt tình hơn bất kỳ nhà lãnh đạo đảng nào kể từ Andrew Jackson.
| Lá phiếu chọn ứng cử viên Tổng thống | Lá phiếu chọn ứng cử viên Tổng thống | Lá phiếu chọn ứng cử viên Tổng thống | Lá phiếu chọn ứng cử viên Tổng thống | Lá phiếu chọn ứng cử viên Tổng thống | Lá phiếu chọn ứng cử viên Tổng thống |
| Lần bỏ phiếu                         | 1 (Trước khi Đại hội làm việc)       | 1 (Sau khi Đại hội làm việc)         | 2 (Trước khi Đại hội làm việc)       | 2 (Sau khi Đại hội làm việc)         | Nhất trí                             |
| ------------------------------------ | ------------------------------------ | ------------------------------------ | ------------------------------------ | ------------------------------------ | ------------------------------------ |
| Tilden                               | 403,5                                | 410,5                                | 508                                  | 534                                  | 738                                  |
| Hendricks                            | 133,5                                | 140,5                                | 85                                   | 60                                   | 0                                    |
| Hancock                              | 77                                   | 77                                   | 60                                   | 59                                   | 0                                    |
| Allen                                | 56                                   | 56                                   | 54                                   | 54                                   | 0                                    |
| Bayard                               | 31                                   | 31                                   | 11                                   | 11                                   | 0                                    |
| Broadhead                            | 19                                   | 5                                    | 0                                    | 0                                    | 0                                    |
| Parker                               | 18                                   | 18                                   | 18                                   | 18                                   | 0                                    |
| Thurman                              | 0                                    | 0                                    | 2                                    | 2                                    | 0                                    |

Nguồn: Official proceedings of the National Democratic convention, held in St. Louis, Mo., June 27th, 28th and 29th, 1876. (3 tháng 9, 2012).
- Lần đầu tiên
 Trước khi Đại hội làm việc
- Lần đầu tiên
 Sau khi Đại hội làm việc
- Lần thứ 2
 Trước khi Đại hội làm việc
- Lần thứ 2
 Sau khi Đại hội làm việc

Nguồn: Official proceedings of the National Democratic convention, held in St. Louis, Mo., June 27th, 28th and 29th, 1876. (3 tháng 9, 2012).
| Lá phiếu chọn ứng cử viên Phó Tổng thống |     |
| Lần bỏ phiếu                             | 1   |
| Thomas A. Hendricks                      | 730 |
| Phiếu trắng                              | 8   |

Nguồn: Official proceedings of the National Democratic convention, held in St. Louis, Mo., June 27th, 28th and 29th, 1876 (3 tháng 9, 2012).

### Đề cử của Đảng Đồng bạc xanh
Ứng cử viên của Dẩng Đồng bạc xanh:
- Peter Cooper, Nhà từ thiện từ New York
- Andrew Curtin, cựu Thống đốc Pennsylvania
- William Allen, cựu Thống đốc Ohio
- Alexander Campbell, Dân biểu Hoa Kỳ từ Illinois

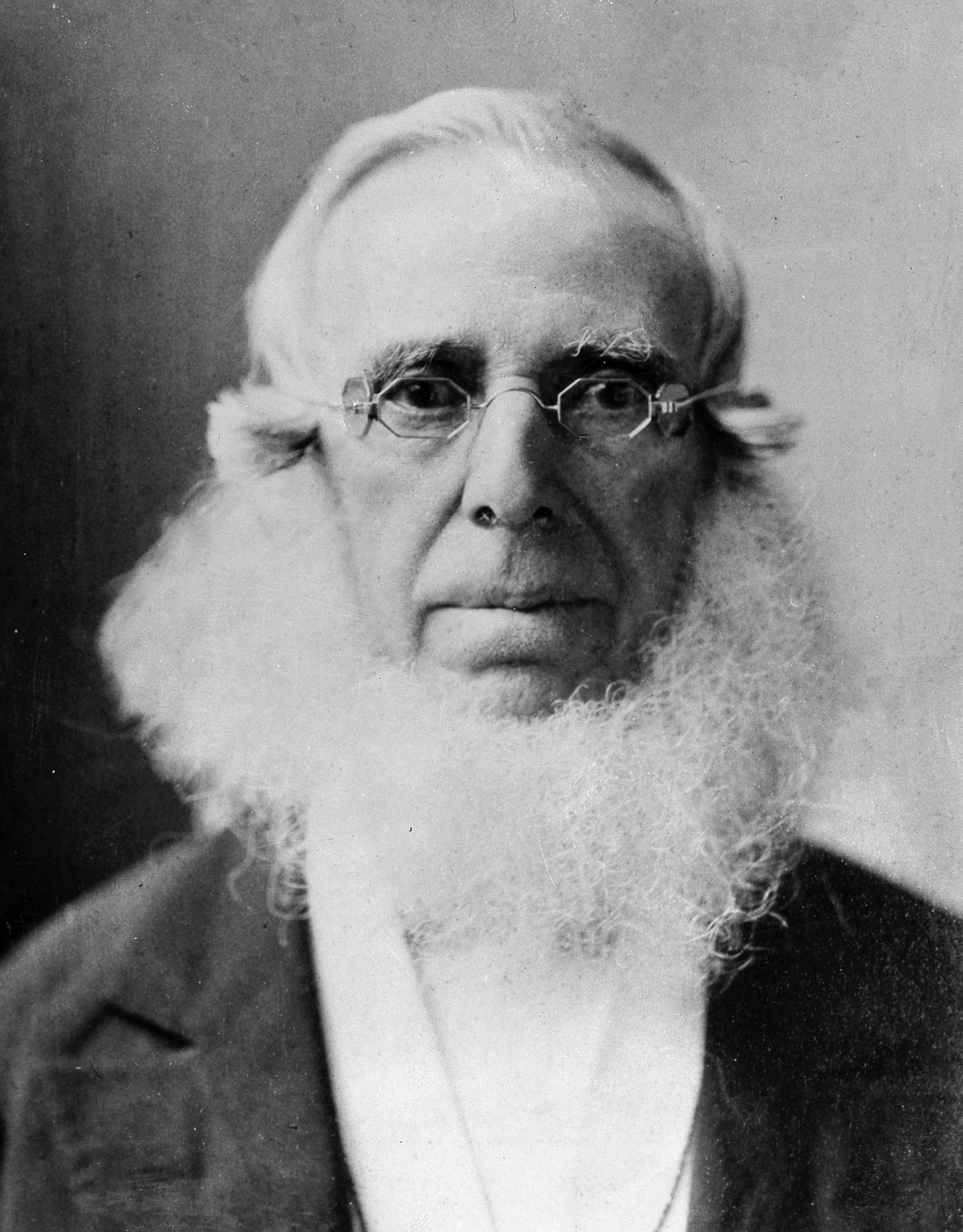
Nhà từ thiện Peter Cooper từ New York
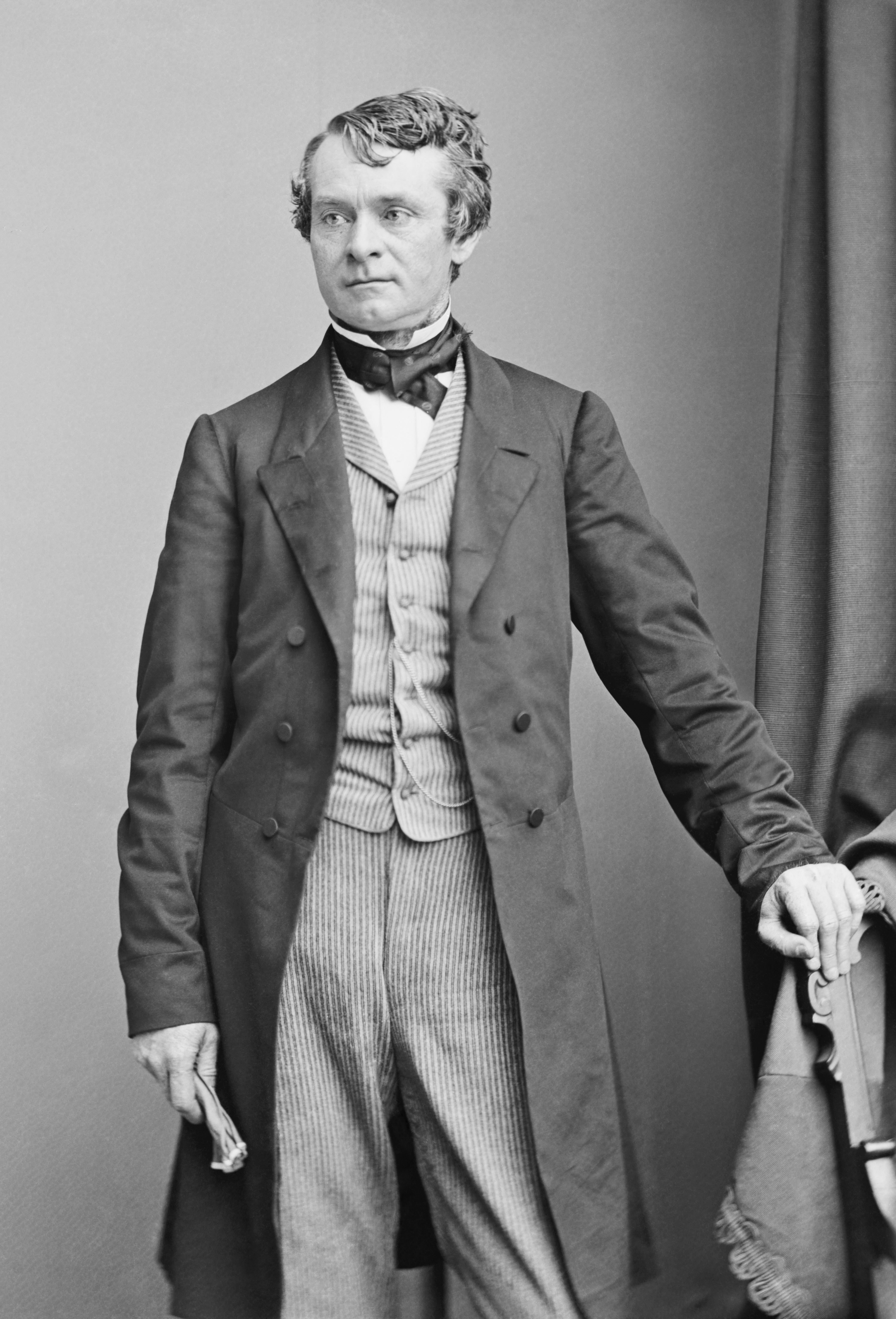
Andrew Curtin từ Pennsylvania
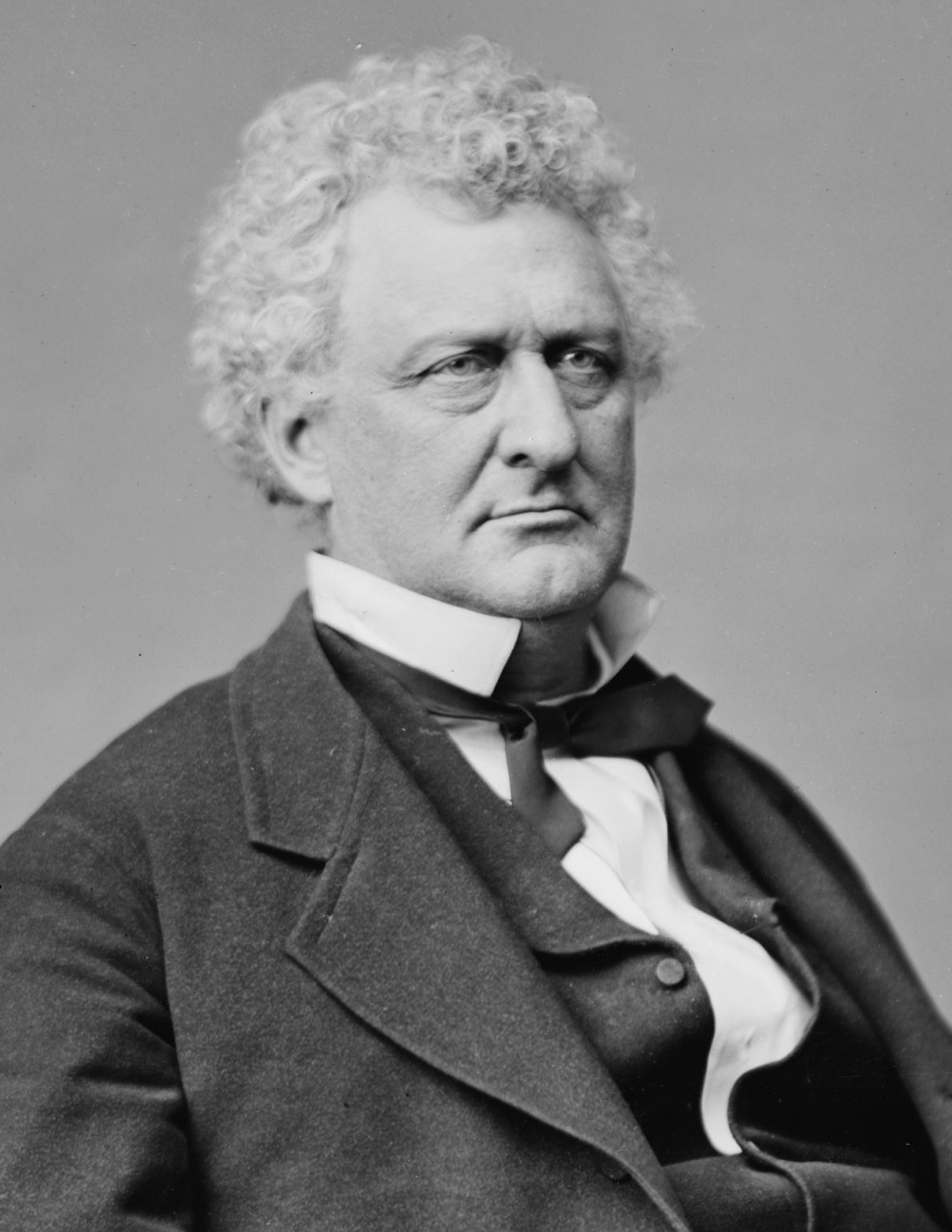
William Allen từ Ohio
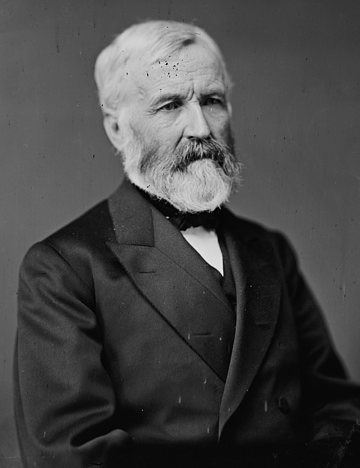
Alexander Campbell từ Illinois

Đảng Đồng bạc xanh được thành lập bởi những nhóm lợi ích nông nghiệp ở Indianapolis, Indiana, vào năm 1874 để kêu gọi chính phủ liên bang thổi phồng nền kinh tế thông qua việc phát hành hàng loạt tiền giấy được gọi là "đồng bạc xanh". Đại hội toàn quốc đầu tiên của nó được tổ chức tại Indianapolis vào mùa xuân năm 1876. Peter Cooper được đề cử làm Tổng thống với 352 phiếu bầu so với 119 từ 3 ứng cử viên khác. Đại hội đã đề cử Thượng nghị sĩ Đảng Chống độc quyền Newton Booth từ California làm Phó Tổng thống. Sau khi Booth từ chối ra tranh cử, ủy ban toàn quốc của đảng đã chọn Samuel Fenton Cary thay thế ông.

### Đề cử của Đảng Cấm rượu
Đảng Cấm rượu, trong đại hội toàn quốc ở Cleveland, đã đề cử Green Clay Smith làm ứng cử viên Tổng thống và Gideon T. Stewart làm ứng cử viên Phó Tổng thống.

### Đề cử của Đảng Quốc gia Hoa Kỳ
Đảng chính trị nhỏ này đã sử dụng nhiều tên khác nhau tại mỗi bang khác nhau. Nó là sự tiếp nối của Đảng Chống Hội Tam điểm và trong đại hội năm 1872 đã đề cử Charles Francis Adams, Sr. làm Tổng thống. Khi Adams từ chối tranh cử, đảng này đã không tham gia cuộc bầu cử năm 1872.
Đại hội được tổ chức từ ngày 8 đến ngày 10 tháng 6 năm 1875 tại Hội trường Tự do, Pittsburgh, Pennsylvania. BT Roberts của New York làm Chủ tịch và Jonathan Blanchard làm diễn giả chính.
Cương lĩnh của đảng đã ủng hộ các Tu chính án trong thời Tái thiết, trọng tài quốc tế, đọc thánh thư trong các trường công lập, thanh toán bằng tiền giấy, công lý cho người Mỹ bản địa, bãi bỏ Đại cử tri đoàn và cấm bán đồ uống có cồn. Nó tuyên bố ngày đầu tuần là ngày nghỉ ngơi của Hoa Kỳ. Cương lĩnh phản đối các hội kín và độc quyền.
Đại hội đã xem xét 3 ứng cử viên Tổng thống tiềm năng: Charles F. Adams, Jonathan Blanchard và James B. Walker. Khi Blanchard từ chối tranh cử, Walker được nhất trí đề cử làm Tổng thống. Đại hội sau đó đã nhất trí đề cử Donald Kirkpatrick từ New York làm Phó Tổng thống.

## Tổng tuyển cử

### Chiến dịch

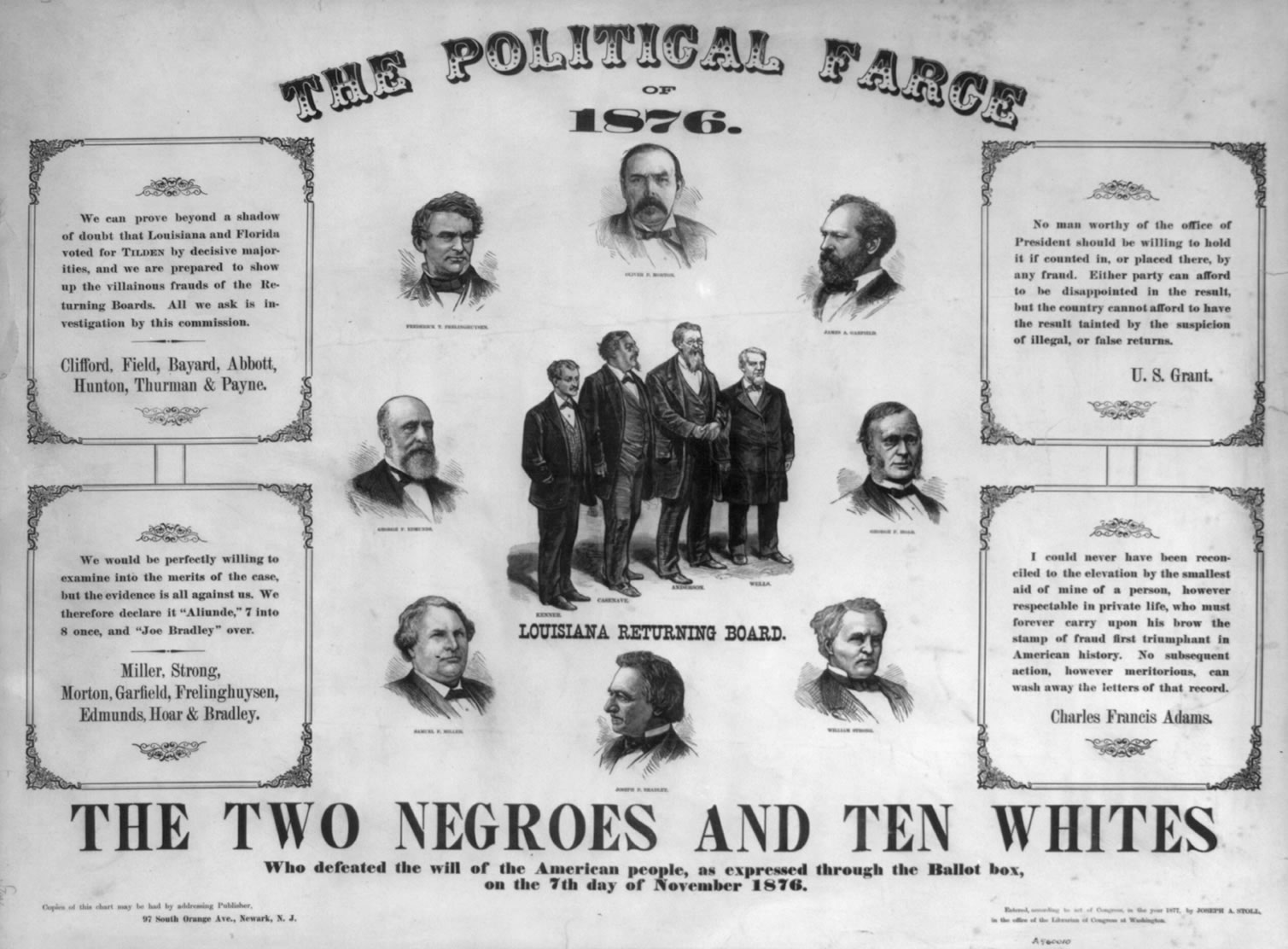
Cuộc bầu cử diễn ra vô cùng sôi động, như có thể thấy qua tấm áp phích này, được xuất bản năm 1877.

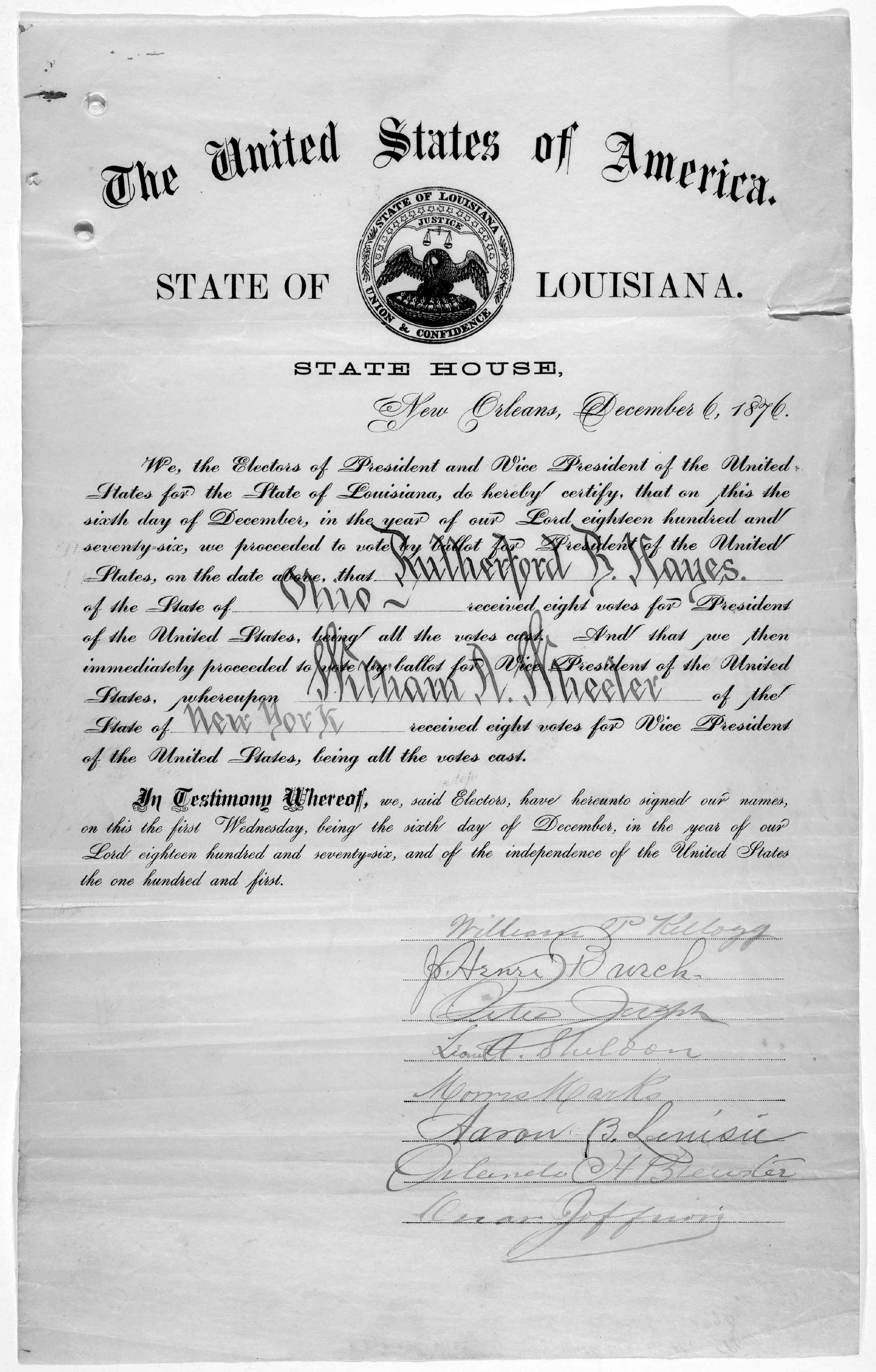
Giấy chứng nhận của Đại cử tri bầu Rutherford B. Hayes và William A. Wheeler tại Louisiana

Tilden, người đã truy tố nhiều chính trị gia tại New York và tống giam ông trùm chính trị William M. Tweed, đã tranh cử với tư cách là một ứng cử viên ủng hộ cải cách trong bối cảnh chính quyền Grant tham nhũng tràn lan. Cả 2 đảng đều ủng hộ cải cách các dịch vụ dân sự. Cả hai bên đều tiến hành các chiến dịch tranh cử chống lại nhau một cách kịch liệt, Đảng Dân chủ thì nhắm vào nạn tham nhũng tràn lan còn Đảng Cộng hòa nhắm vào các vấn đề Nội chiến, một chiến thuật đã bị các đảng viên Dân chủ chế giễu. Các đảng viên Cộng hòa còn hô khẩu hiệu "Không phải mọi đảng viên Đảng Dân chủ đều là kẻ nổi loạn, nhưng mọi kẻ nổi loạn đều là đảng viên Đảng Dân chủ."
Hayes gần như là một nhân vật ít tiếng tăm bên ngoài Ohio, quê hương của ông, nơi ông đã phục vụ 2 nhiệm kỳ tại Hạ viện Hoa Kỳ và sau đó là 2 nhiệm kỳ với tư cách là Thống đốc bang. Henry Adams mô tả Hayes là "một kẻ vô danh hạng 3 mà điểm cộng duy nhất là hắn không làm ai ghét mình." Hayes đã từng phục vụ trong Nội chiến với tư cách là đại tá của Trung đoàn 23 Ohio và bị thương nhiều lần, điều này khiến ông được nhiều cựu chiến binh ủng hộ. Sau đó, ông được phong hàm thiếu tướng. Điểm quan trọng nhất ở ông là đến từ Ohio, một bang dao động rất quan trọng. Ngược lại, nhà báo John D. Defrees mô tả Tilden là "một người đàn ông độc thân rất tốt bụng, nghiêm nghị, nhỏ bé, khô héo, bồn chồn, nặng khoảng 120 pound, người không bao giờ có động lực trong cuộc đời cũng như không có bất kỳ tình cảm nào dành cho phụ nữ."
Chiến lược của Đảng Dân chủ nhằm giành chiến thắng ở các bang miền Nam phụ thuộc rất nhiều vào các nhóm bán quân sự như Sơ mi đỏ và Liên đoàn Trắng. Tái sử dụng chiến lược trong Kế hoạch Mississippi, các nhóm này đã tích cực đàn áp cử tri của Đảng Cộng hòa, kể cả người da đen hay da trắng bằng cách làm gián đoạn các cuộc họp và mít tinh, thậm chí sử dụng bạo lực và đe dọa. Họ tự coi mình là "lực lượng quân sự" của Đảng Dân chủ.
Thời điểm ấy một ứng cử viên ra mặt tranh cử chức vụ Tổng thống bị coi là "quá tham vọng" và không phụ hợp nên cả Tilden và Hayes đều không tích cực tham gia chiến dịch tranh cử và giao nhiệm vụ đó cho những người đại diện của họ.

### Colorado
Colorado được kết nạp vào Liên bang với tư cách là tiểu bang thứ 38 vào ngày 1 tháng 8 năm 1876; đây là cuộc bầu cử tổng thống đầu tiên mà bang tham gia. Không có đủ thời gian và tiền bạc để tổ chức một cuộc bầu cử tổng thống ở bang mới do đó cơ quan lập pháp bang Colorado đã tự chọn 3 đại cử tri đoàn của bang. Đảng Cộng hòa chiếm đa số mong manh trong cơ quan lập pháp bang sau cuộc bầu cử gây tranh cãi gay gắt vào ngày 3 tháng 10 năm 1876. Nhiều ghế trong cuộc bầu cử đó chỉ được quyết định bởi vài trăm phiếu bầu. Vào ngày 7 tháng 11 năm 1876, trong một cuộc bỏ phiếu với 50 ủng hộ và 24 phản đối, cơ quan lập pháp bang đã chọn Otto Mears, William Hadley và Herman Beckurts làm đại cử tri của bang bầu Tổng thống. Cả 3 đại cử tri bang đều bỏ phiếu cho Hayes. Đây là cuộc bầu cử cuối cùng mà bất kỳ tiểu bang nào chọn đại cử tri thông qua cơ quan lập pháp của bang, thay vì thông qua phổ thông đầu phiếu.

## Tranh chấp và Thỏa hiệp 1877
Florida (với 4 phiếu đại cử tri), Louisiana (với 8) và Nam Carolina (với 7) đã báo cáo Tilden đang trên đà giành chiến thắng, nhưng các cuộc bầu cử ở các bang này tràn ngập gian lận bầu cử và đe dọa bạo lực đối với cử tri Đảng Cộng hòa. Trường hợp cực đoan nhất là ở Nam Carolina, nơi có đến 101% tổng số cử tri của bang đi bầu, và ước tính có khoảng 150 đảng viên Đảng Cộng hòa là người da đen đã bị sát hại. Một trong những điểm gây tranh cãi xoay quanh việc thiết kế các lá phiếu bầu. Vào thời điểm đó, các đảng sẽ tự in phiếu bầu để cử tri bỏ phiếu. Để hỗ trợ những cử tri mù chữ, các đảng sẽ in các biểu tượng của đảng mình lên đó, và trong cuộc bầu cử này, nhiều lá phiếu bầu của Đảng Dân chủ lại in biểu tượng của Đảng Cộng hòa, Tổng thống nổi tiếng Abraham Lincoln lên đó, khiến nhiều người mù chữ ủng hộ Đảng Cộng hòa nhầm lẫn và bỏ phiếu cho Đảng Dân chủ. Các ủy ban bầu cử bang do Đảng Cộng hòa thống trị sau đó đã bác bỏ đủ phiếu bầu của Đảng Dân chủ để trao tất cả phiếu đại cử tri của họ cho Hayes.
Theo luật, các đại cử tri được bầu cần có chứng thực từ một quan chức cấp tiểu bang, nhưng tại Nam Carolina, những đại cử tri cam kết bầu Tilden lại không nhận chứng thực từ bất kỳ quan chức nào và tự tuyên bố rằng họ được chọn qua phổ thông đầu phiếu dù những tuyên bố đó đã bị hội đồng bầu cử bang bác bỏ.
Trong khi đó, tại Oregon, tư cách thành viên của một đại cử tri đã bị tranh cãi dữ dội. Kết quả trên toàn tiểu bang rõ ràng nghiêng về Hayes, nhưng thống đốc Đảng Dân chủ của bang, La Fayette Grover, tuyên bố rằng một trong những đại cử tri được bầu của đảng Cộng hòa, cựu Giám đốc Bưu cục John Watts, không đủ tư cách theo Điều II, Mục 1 Hiến pháp Hoa Kỳ vì ông đã từng là một "quan chức được bầu hoặc được bổ nhiệm." Grover đã thay thế một đại cử tri Đảng Dân chủ vào vị trí của Watts.
Hai đại cử tri Đảng Cộng hòa đã không chấp nhận hành động của Grover và tuyên bố cả 3 phiếu bầu ủng hộ Hayes. Tuy nhiên, đại cử tri đảng Dân chủ, C. A. Cronin, tuyên bố 1 phiếu bầu cho Tilden và 2 phiếu bầu cho Hayes. Việc này dấy lên tranh cãi vì sau này, cách biệt phiếu đại cử tri của 2 ứng cử viên chỉ là 1 phiếu. Sau cùng, cả 3 phiếu bầu của Oregon đều được trao cho Hayes. Đảng Dân chủ tuyên bố có gian lận, thậm chí còn có đe dọa rằng Hayes sẽ không bao giờ được nhậm chức. Tại Columbus, Ohio, một phát súng đã được bắn vào nơi ở của Hayes khi ông đang ngồi ăn tối. Sau đó, Grant đã lặng lẽ củng cố lực lượng quân sự trong và xung quanh Washington D.C. nhằm kiểm soát các cuộc biểu tình.
Hiến pháp quy định rằng "Chủ tịch Thượng viện [Phó Tổng thống], trước sự chứng kiến của Thượng viện và Hạ viện, sẽ mở tất cả các giấy chứng nhận [bầu cử], và các phiếu bầu sau đó sẽ được kiểm." Đảng Cộng hòa cho rằng quyền kiểm phiếu thuộc về Chủ tịch Thượng viện, với Hạ viện và Thượng viện chỉ là khán giả. Đảng Dân chủ phản đối tuyên bố đó, vì cho rằng Chủ tịch Tạm quyền của Thượng viện, Đảng viên Cộng hòa Thomas W. Ferry có thể kiểm phiếu cả các bang đang tranh chấp cho Hayes.
Đảng Dân chủ nhấn mạnh rằng Quốc hội nên tiếp tục thông lệ đã tuân theo từ năm 1865: không phiếu bầu nào bị phản đối sẽ được tính trừ khi có sự nhất trí của cả hai viện. Tuy nhiên, vì Đảng Dân chủ đang nắm Hạ viện nên chắc chắn họ sẽ bác bỏ tất cả phiếu các bang đang tranh chấp và Tilden, khi ấy, sẽ đắc cử.
Đối mặt với một cuộc khủng hoảng hiến pháp chưa từng có, Quốc hội đã thông qua luật vào ngày 29 tháng 1 năm 1877 để thành lập Ủy hội Bầu cử gồm 15 thành viên để giải quyết các vấn đề quanh cuộc bầu cử. 5 thành viên được chọn từ mỗi viện của Quốc hội cùng 5 thành viên của Tòa án Tối cao Hoa Kỳ, với William M. Evarts là cố vấn cho Đảng Cộng hòa. Đảng chiếm đa số trong mỗi viện chỉ định 3 thành viên và đảng thiểu số có 2 thành viên. Vì đảng Cộng hòa kiểm soát Thượng viện và đảng Dân chủ kiểm soát Hạ viện, điều đó mang lại 5 thành viên cho đảng Dân chủ và 5 thành viên cho đảng Cộng hòa trong Ủy hội. Trong số các thẩm phán của Tòa án Tối cao, 2 người ủng hộ Đảng Cộng hòa và 2 người ủng hộ Đảng Dân chủ được chọn, người thứ 5 được chọn bởi 4 người này.
Ban đầu, các thẩm phán đã chọn Thẩm phán trung lập David Davis. Theo một nhà sử học mô tả, "Không ai, có lẽ kể cả chính Davis, biết ông ấy thích ứng cử viên tổng thống nào hơn." Tuy nhiên, ngay thời điểm Dự luật Ủy hội Bầu cử được Quốc hội thông qua, Cơ quan Lập pháp Illinois đã bầu Davis vào Thượng viện và các đảng viên Đảng Dân chủ trong Cơ quan Lập pháp tin rằng họ đã mua được sự ủng hộ của Davis bằng cách bỏ phiếu cho ông ta và ông sẽ sớm từ bỏ chức Thượng nghị sĩ và vẫn làm Thẩm phán. Tuy nhiên, họ đã tính toán sai, khi Davis nhanh chóng xin phép rời khỏi Ủy hội và từ chức Thẩm phán để trở thành Thượng nghị sĩ. Vì tất cả các Thẩm phán còn lại đều ủng hộ Đảng Cộng hòa, nên họ đã chọn Thẩm phán Joseph P. Bradley, người được coi là thành viên công bằng nhất của tòa án.

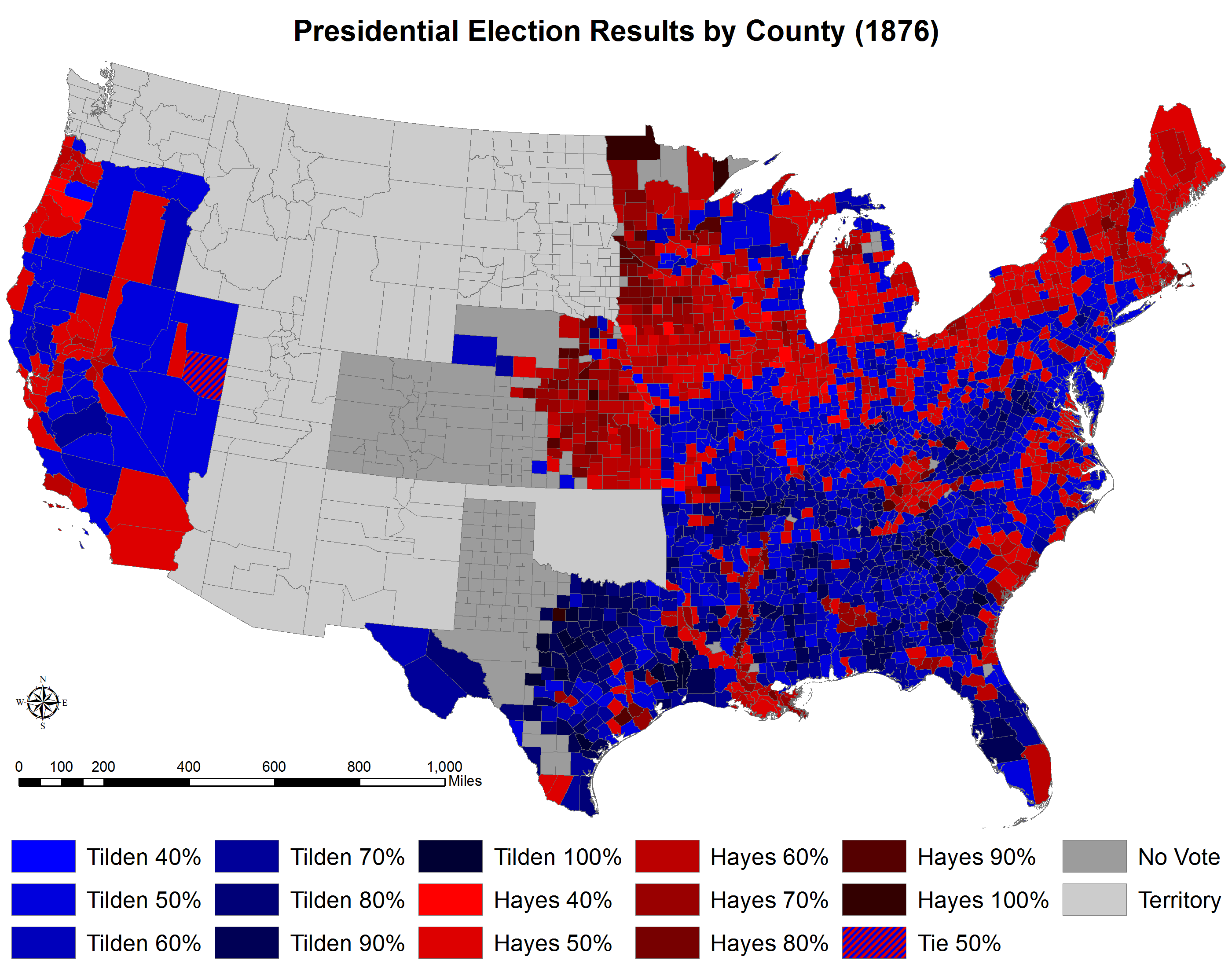
Kết quả theo quận. Xanh lam cho Tilden (Dân chủ) và Đỏ cho Hayes (Cộng hòa).Bi hài ở chỗ, Ripon – nơi ra đời của Đảng Cộng hòa – nằm ở Quận Fond du Lac, Wisconsin đã bỏ phiếu cho Tilden.

Thời gian không còn nhiều, ngày nhậm chức ngày càng gần, nên Ủy hội đã nhóm họp vào ngày 31 tháng 1. Mỗi tiểu bang đang tranh chấp (Florida, Louisiana, Oregon và Nam Carolina) lần lượt được Quốc hội đệ trình lên ủy hội. Mỗi đảng đều chọn những cố vấn nổi tiếng cho riêng mình để thuyết phục các thành viên ủy hội ủng hộ đảng mình.
Trước tiên, ủy hội quyết định không đề cập đến các kết quả không tranh chấp từ đầu. Bradley sau đó, cùng với 7 thành viên khác ủng hộ Đảng Cộng hòa, bỏ phiếu với 8 ủng hộ Hayes và 7 ủng hộ Tilden, trao tất cả 20 phiếu đại cử tri tranh chấp (4 ở Florida, 8 ở Louisiana, 7 ở Nam Carolina và 1 ở Oregon) cho Hayes, mang lại cho Hayes chiến thắng với tỷ lệ 185–184 trong phiếu đại cử tri. Ủy hội giải tán vào ngày 2 tháng 3. Hayes tuyên thệ nhậm chức một cách riêng tư vào ngày hôm sau và vào ngày 5 tháng 3 năm 1877, Hayes nhậm chức công khai mà không gặp bất kỳ trở ngại nào.
Thỏa hiệp 1877 có thể là một lý do để Đảng Dân chủ chấp nhận kết quả của Ủy hội Bầu cử. Trong các cuộc họp bí mật căng thẳng, giới thượng tầng của Đảng Dân chủ đã miễn cưỡng đồng ý chấp nhận Hayes làm Tổng thống để đổi lấy việc quân đội liên bang rút quân khỏi hai bang miền Nam cuối cùng vẫn còn bị chiếm đóng: Nam Carolina và Louisiana, chấm dứt Tái thiết. Đổi lại, giới thượng tầng Đảng Cộng hòa đã đồng ý trợ cấp cho nhiều công trình mà Đảng Dân chủ ủng hộ, bao gồm cả trợ cấp liên bang cho một tuyến đường sắt xuyên lục địa đi qua miền Nam. Mặc dù một số lời hứa đã không được thực hiện, đặc biệt là về vấn đề đường sắt, nhưng đó là quá đủ để chấm dứt cuộc khủng hoảng.
Việc ủy hội trao Nam Carolina cho Hayes làm ông giành chiến thắng ở đây với cách biệt chỉ 889 phiếu bầu, cách biệt phiếu phổ thông sít sao thứ hai ở một bang mang tính quyết định cho cuộc bầu cử trong lịch sử Hoa Kỳ, sau cuộc bầu cử năm 2000, được quyết định bởi 537 phiếu bầu ở Florida. Tuy nhiên, năm 2000, cách biệt trong phiếu Đại cử tri mà George W. Bush thắng là 5 phiếu bầu, khác với 1 trong trường hợp của Hayes.
Sau thất bại của mình, Tilden nói, "Tôi có thể lui về cuộc sống cá nhân với ý thức rằng tôi đã nhận được sự tín nhiệm từ hậu thế vì đã được bầu vào vị trí cao nhất [Tổng thống] bởi nhân dân [đề cập đến việc Tilden thắng phiếu phổ thông], mà không cần quan tâm hay có bất kỳ trách nhiệm nào với chức vụ ấy [đề cập đến việc Tilden thua phiếu Đại cử tri, nên chưa bao giờ trở thành Tổng thống]."
Quốc hội cuối cùng sẽ ban hành Đạo luật Kiểm phiếu Đại cử tri vào năm 1887 để bổ sung các quy tắc chi tiết hơn cho việc kiểm phiếu đại cử tri, đặc biệt là trong trường hợp các đại cử tri một bang bầu cho nhiều người.

## Kết quả
Theo phán quyết của ủy hội, trong số 2.249 quận, Tilden thắng 1.301 (57,9%) và Hayes chỉ thắng 947 (42,1%). Một quận (<0,1%) ở Nevada chia đều giữa Tilden và Hayes.
Liên danh của Đảng Đồng bạc xanh không có tác động lớn đến kết quả của cuộc bầu cử do chỉ thu hút dưới 1% số phiếu phổ thông, dù vậy, Cooper là ứng cử viên tổng thống của đảng thứ ba có kết quả tốt nhất kể từ John Bell vào năm 1860.
Cuộc bầu cử năm 1876 là cuộc bầu cử cuối cùng được tổ chức trước khi Kỷ nguyên Tái thiết, nhằm bảo vệ quyền của người Mỹ gốc Phi thường ủng hộ Đảng Cộng hòa ở miền Nam, chấm dứt. Không một bang nô lệ nào trước Nội chiến được thắng bởi một đảng viên Cộng hòa cho đến năm 1896, khi William McKinley thắng Delaware, Maryland, West Virginia và Kentucky.
Không có ứng cử viên tổng thống nào của Đảng Cộng hòa cho đến Warren G. Harding vào năm 1920 sẽ thắng bất kỳ bang nào đã từng ly khai và gia nhập Liên minh miền Nam. Năm đó, Harding thắng Tennessee, nơi chưa từng bị quân đội liên bang chiếm đóng và đã được "tái thiết" hoàn toàn trước cuộc bầu cử tổng thống đầu tiên trong Kỷ nguyên Tái thiết (1868). Không có bang miền Nam nào từng trải qua thời gian dài bị quân đội liên bang chiếm đóng được thắng bởi một đảng viên Cộng hòa cho đến Herbert Hoover vào năm 1928, khi ông thắng Texas, Florida, North Carolina và Virginia, và do đó, đây là cuộc bầu cử cuối cùng mà ứng cử viên đảng Cộng hòa giành được Louisiana cho đến năm 1956, khi Dwight D. Eisenhower giành chiến thắng tại đây, và cũng là lần cuối cùng ứng cử viên Đảng Cộng hòa giành được Nam Carolina cho đến năm 1964, khi Barry Goldwater giành được. Lần tiếp theo hai bang đó bỏ phiếu chống Đảng Dân chủ là lần họ ủng hộ ứng cử viên của "Dixiecrat " Strom Thurmond vào năm 1948.
Mặc dù năm 1876 đánh dấu cuộc bầu cử hai đảng cạnh tranh cuối cùng ở miền Nam trước khi Đảng Dân chủ thống trị nơi đây cho đến năm 1948 và là lần cạnh tranh tại các bang vùng biên cuối cho đến năm 1896, ngoài ra, đây cũng là cuộc bầu cử tổng thống cuối cùng (tính đến năm 2020) mà Đảng Dân chủ giành chiến thắng tại các quận ủng hộ Liên bang thời Nội chiến sau: Quận Mitchell, Bắc Carolina; Quận Wayne, Tennessee; Quận Henderson, Tennessee và Quận Lewis, Kentucky. Hayes cũng là tổng thống duy nhất của Đảng Cộng hòa từng đắc cử mà không thắng được Indiana, và là người đầu tiên giành chiến thắng mà không thắng New York và Connecticut.
| Ứng cử viên Tổng thống         | Đảng                           | Bang nhà                       | Phiếu Phổ thông                | Phiếu Phổ thông                | Phiếu Đại cử tri | Đồng tranh cử              | Đồng tranh cử | Đồng tranh cử    |
| Ứng cử viên Tổng thống         | Đảng                           | Bang nhà                       | Số phiếu                       | %                              | Phiếu Đại cử tri | Ứng cử viên Phó Tổng thống | Bang nhà      | Phiếu Đại cử tri |
| ------------------------------ | ------------------------------ | ------------------------------ | ------------------------------ | ------------------------------ | ---------------- | -------------------------- | ------------- | ---------------- |
| Rutherford Birchard Hayes      | Cộng hòa                       | Ohio                           | 4.034.142                      | 47,92%                         | 185              | William Almon Wheeler      | New York      | 185              |
| Samuel Jones Tilden            | Dân chủ                        | New York                       | 4.286.808                      | 50,92%                         | 184              | Thomas Andrews Hendricks   | Indiana       | 184              |
| Peter Cooper                   | Đồng bạc Xanh                  | New York                       | 83.726                         | 0,99%                          | 0                | Samuel Fenton Cary         | Ohio          | 0                |
| Green Clay Smith               | Cấm rượu                       | Washington, D.C.               | 6.945                          | 0,08%                          | 0                | Gideon Tabor Stewart       | Ohio          | 0                |
| James Walker                   | Quốc gia Hoa Kỳ                | Illinois                       | 463                            | 0,01%                          | 0                | Donald Kirkpatrick         | Ohio          | 0                |
| Khác                           | Khác                           | Khác                           | 6.575                          | 0,08%                          | —                | Khác                       | Khác          | —                |
| Tổng cộng                      | Tổng cộng                      | Tổng cộng                      | 8.418.659                      | 100%                           | 369              |                            |               | 369              |
| Cần thiết để giành chiến thắng | Cần thiết để giành chiến thắng | Cần thiết để giành chiến thắng | Cần thiết để giành chiến thắng | Cần thiết để giành chiến thắng | 185              |                            |               | 185              |

| \| Phiếu Phổ thông \| Phiếu Phổ thông \| Phiếu Phổ thông \| Phiếu Phổ thông \| Phiếu Phổ thông \| \| --------------- \| --------------- \| --------------- \| --------------- \| --------------- \| \| \| \| \| \| \| \| Tilden \| Tilden \| \| 50.92% \| 50.92% \| \| Hayes \| Hayes \| \| 47.92% \| 47.92% \| \| Cooper \| Cooper \| \| 0.99% \| 0.99% \| \| Khác \| Khác \| \| 0.17% \| 0.17% \| |        |  |        |        |
| Phiếu Phổ thông |        |  |        |        |
| |        |  |        |        |
| Tilden | Tilden |  | 50.92% | 50.92% |
| Hayes | Hayes  |  | 47.92% | 47.92% |
| Cooper | Cooper |  | 0.99%  | 0.99%  |
| Khác | Khác   |  | 0.17%  | 0.17%  |

| \| Phiếu Đại cử tri \| Phiếu Đại cử tri \| Phiếu Đại cử tri \| Phiếu Đại cử tri \| Phiếu Đại cử tri \| \| ---------------- \| ---------------- \| ---------------- \| ---------------- \| ---------------- \| \| \| \| \| \| \| \| Hayes \| Hayes \| \| 50.14% \| 50.14% \| \| Tilden \| Tilden \| \| 49.86% \| 49.86% \| |        |  |        |        |
| Phiếu Đại cử tri |        |  |        |        |
| |        |  |        |        |
| Hayes | Hayes  |  | 50.14% | 50.14% |
| Tilden | Tilden |  | 49.86% | 49.86% |

### Kết quả theo địa lý

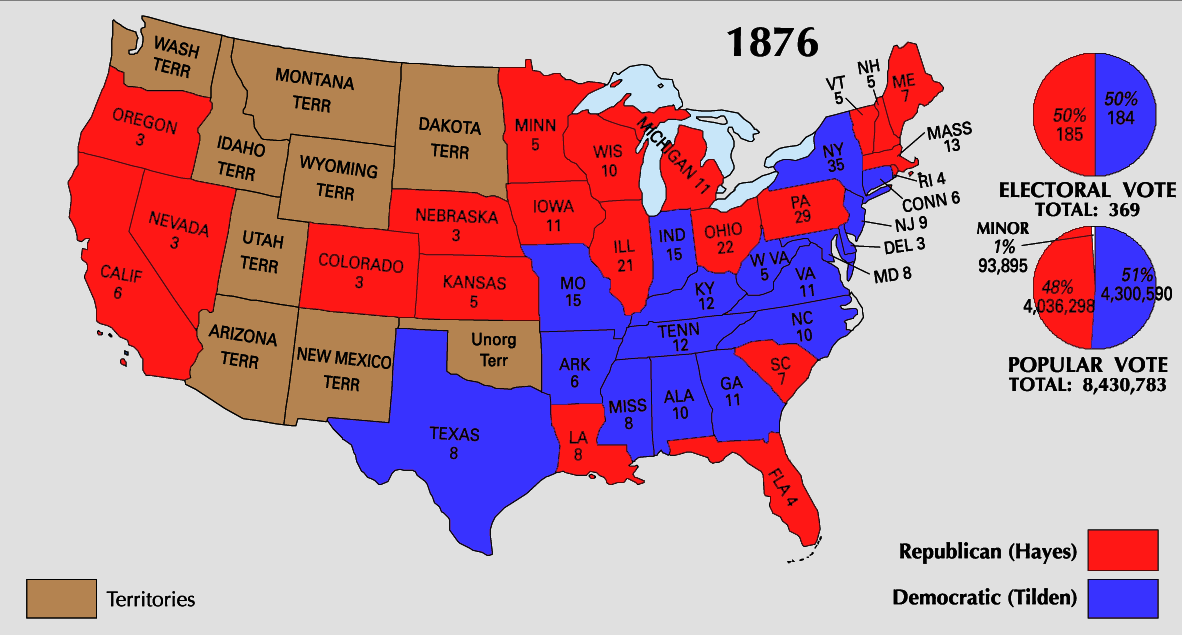
Kết quả Bầu cử

Kết quả theo Quận, được tô sắc theo phần trăm phiếu bầu

#### Kết quả theo bản đồ

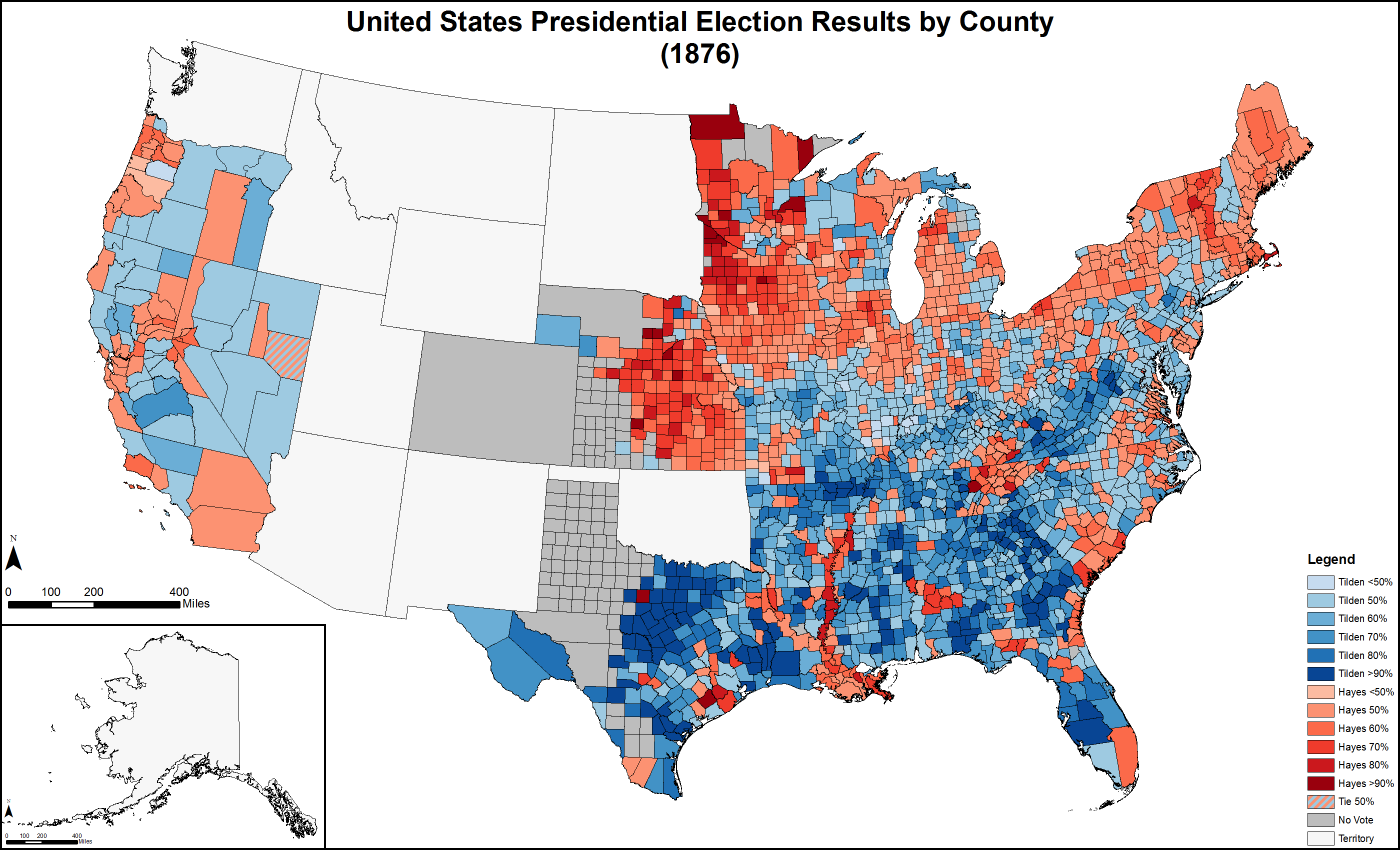
Kết quả theo quận
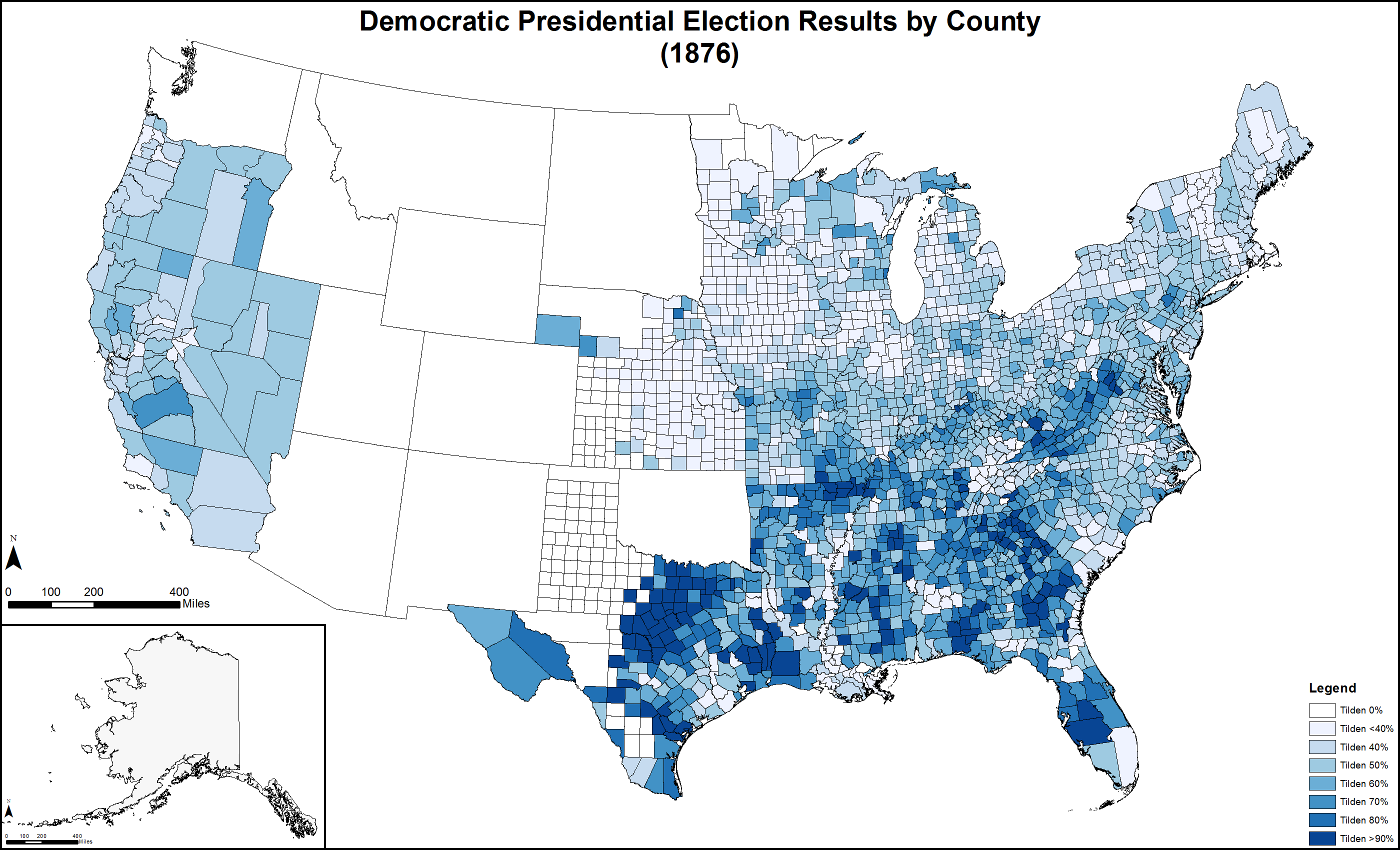
Quận bầu cho Đảng Dân chủ, được tô sắc theo phần trăm phiếu bầu
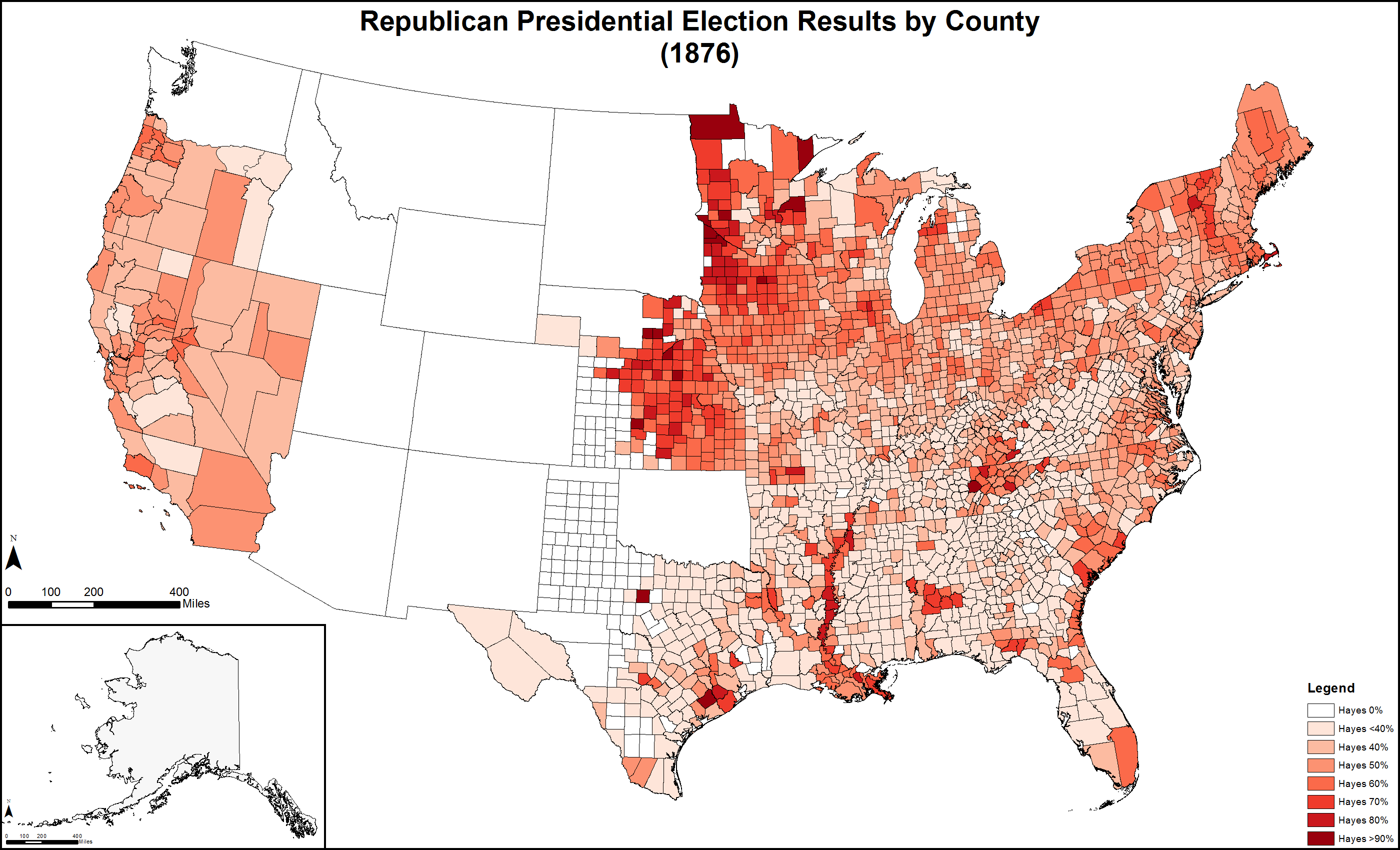
Quận bầu cho Đảng Cộng hòa, được tô sắc theo phần trăm phiếu bầu
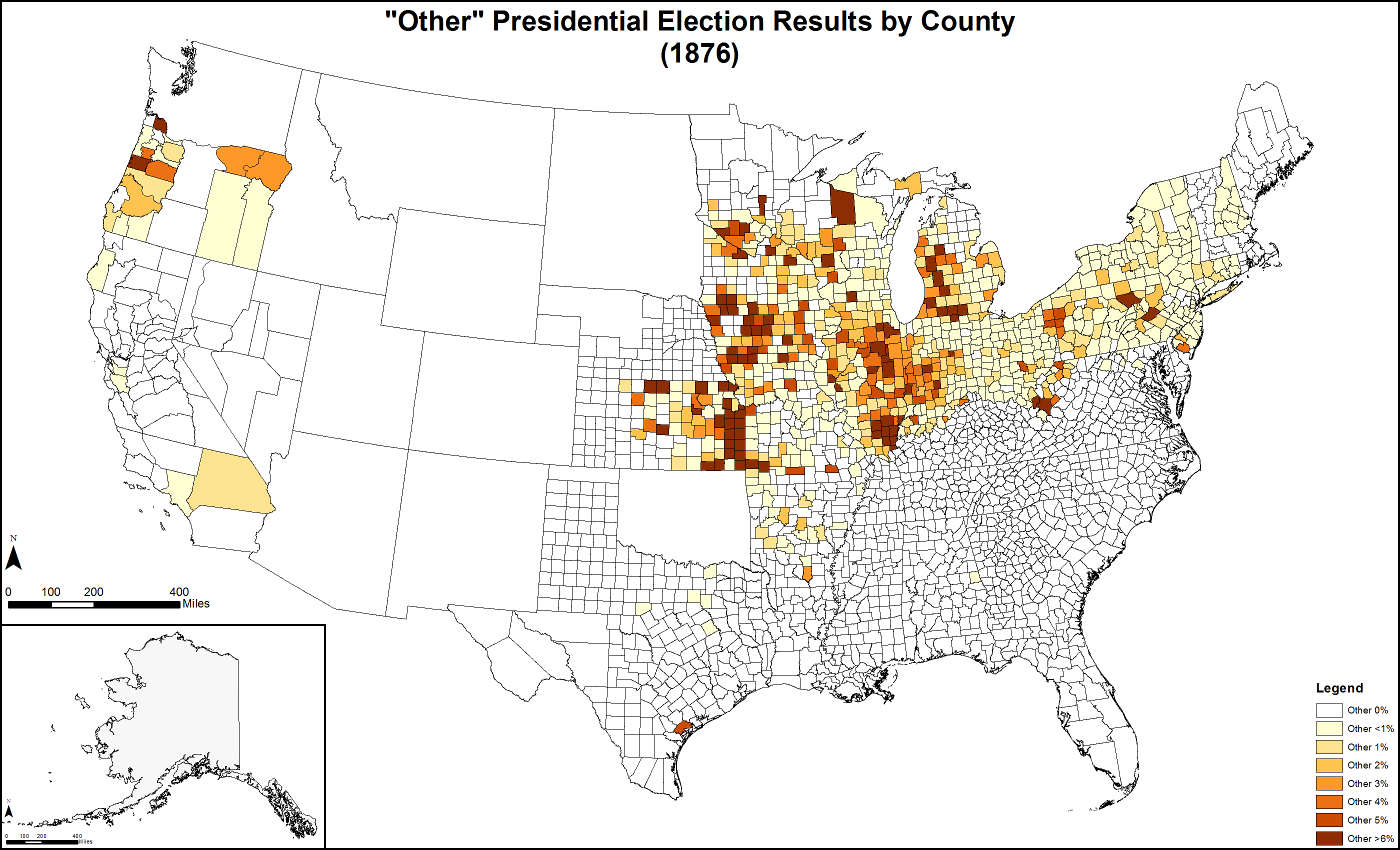
Quận bầu cho ứng cử viên "Khác", được tô sắc theo phần trăm phiếu bầu
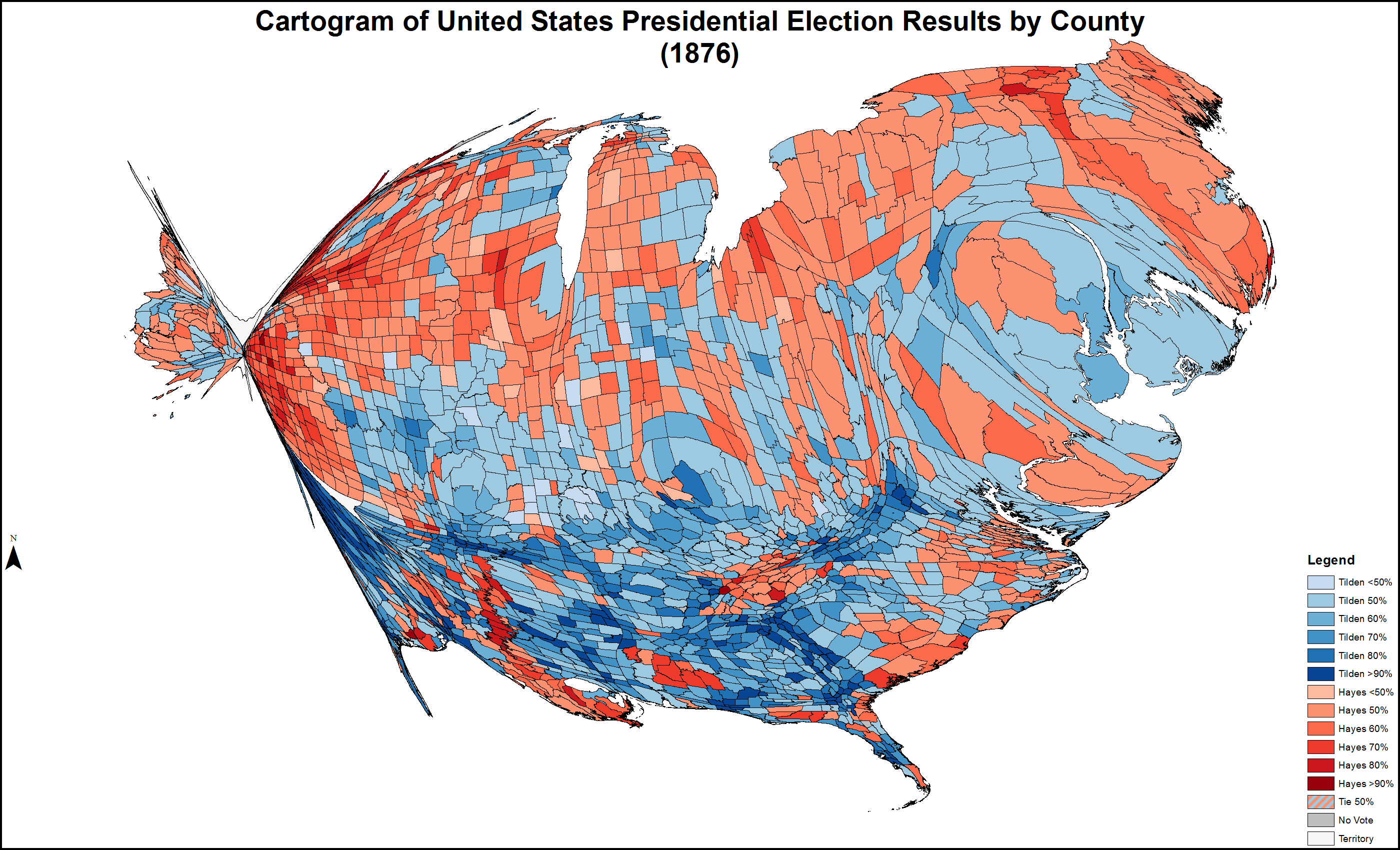
Tích đồ biểu thị kết quả theo quận
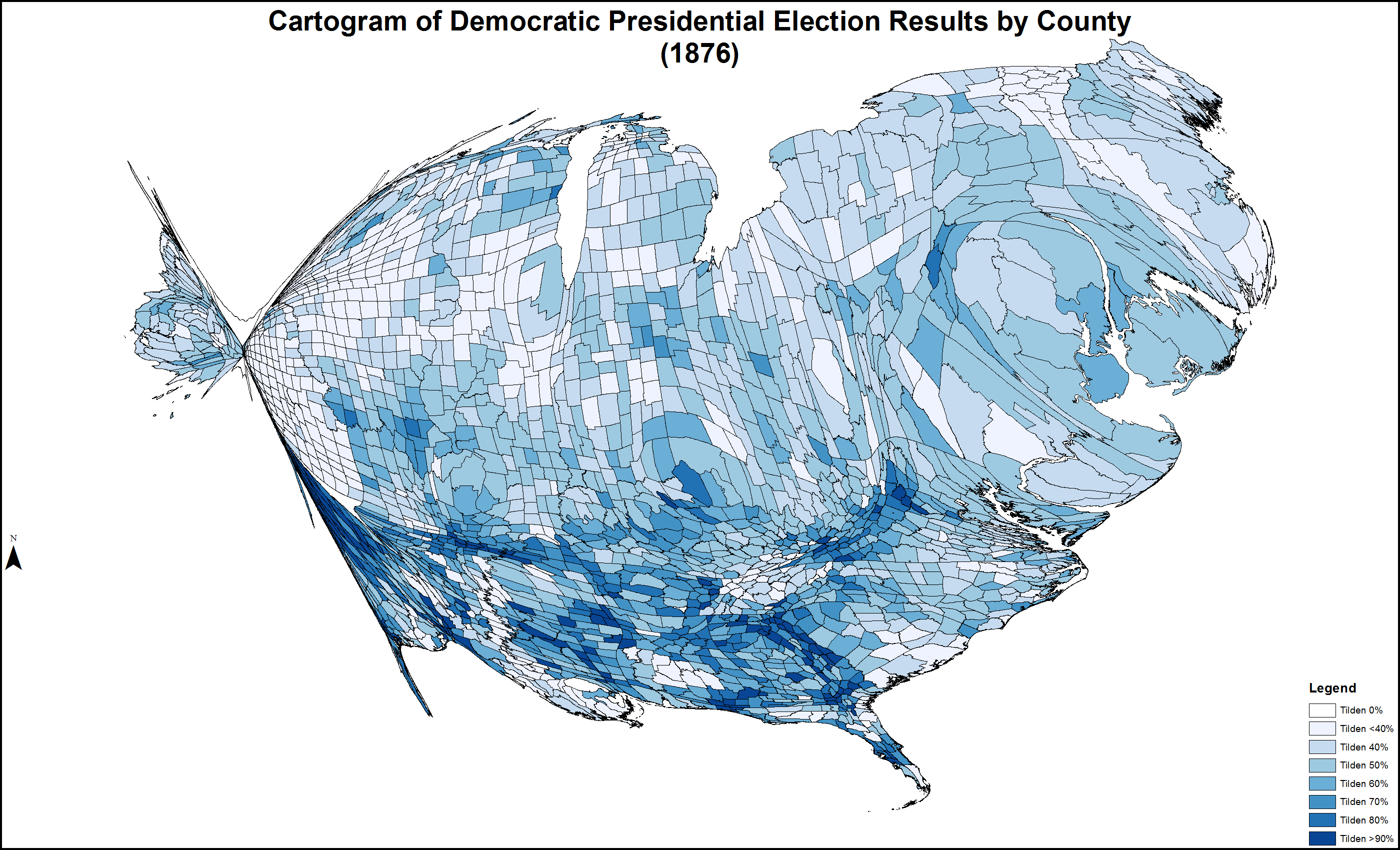
Tích đồ biểu thị Quận bầu cho Đảng Dân chủ
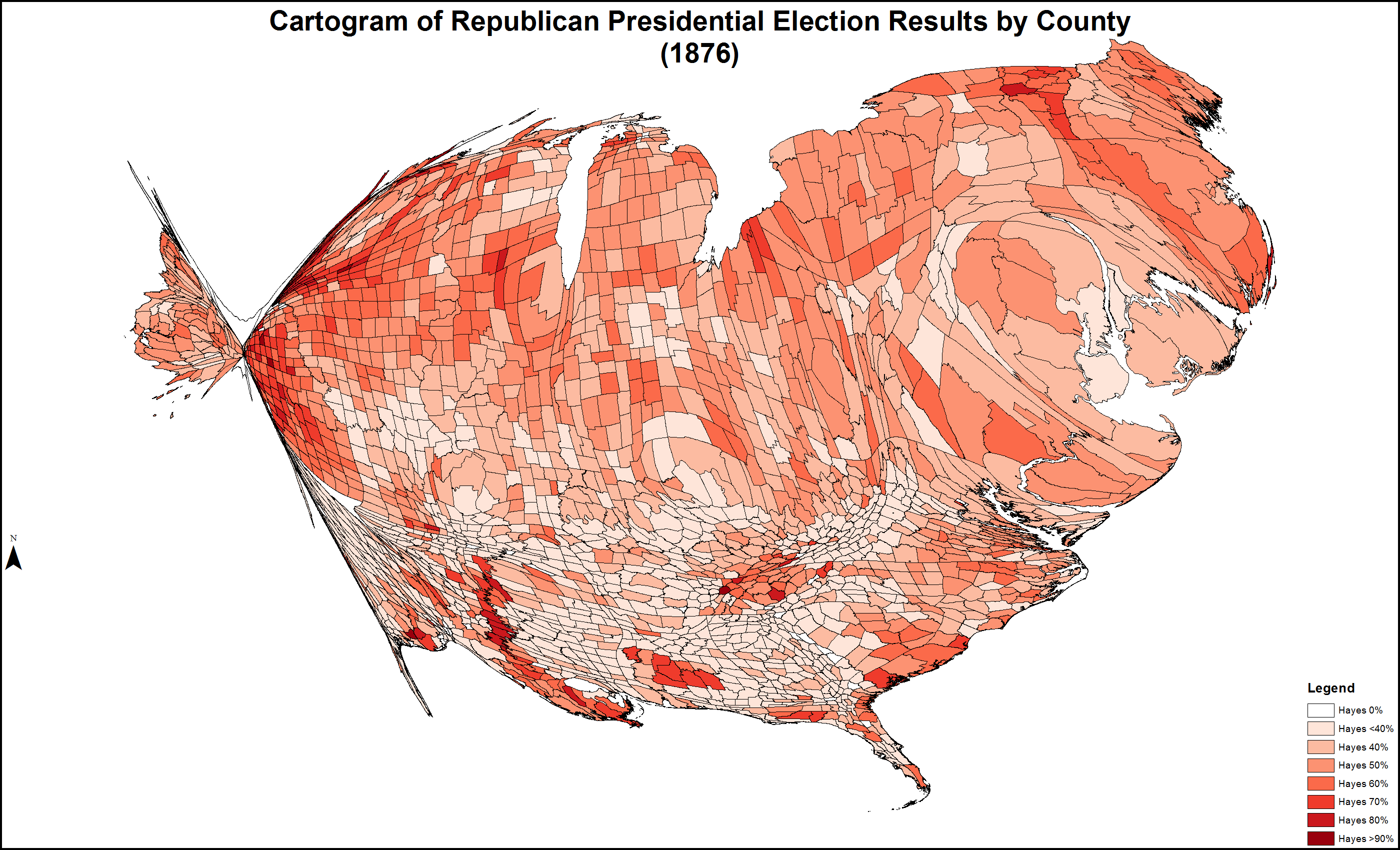
Tích đồ biểu thị Quận bầu cho Đảng Cộng hòa
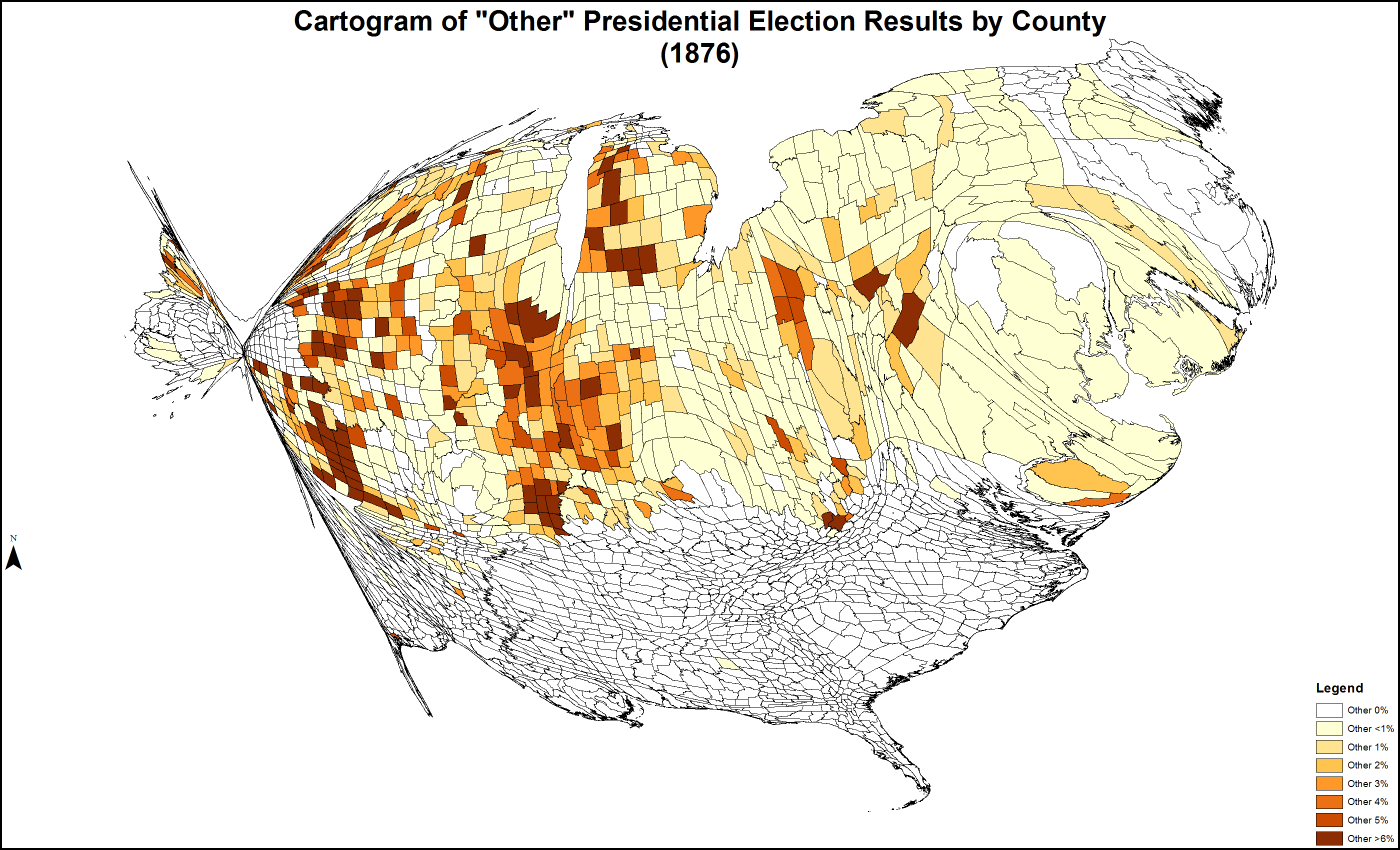
Tích đồ biểu thị Quận bầu cho ứng cử viên "Khác"

### Kết quả theo bang
Nguồn: Dữ liệu từ Walter Dean Burnham, Presidential ballots, 1836–1892 (Johns Hopkins University Press, 1955) pp 247–57.
| Bang/Quận thắng bởi Tilden/Hendricks |
| Bang/Quận thắng bởi Hayes/Wheeler    |

|                |                  | Samuel J. Tilden Dân chủ | Samuel J. Tilden Dân chủ | Samuel J. Tilden Dân chủ | Rutherford B. Hayes Cộng hòa | Rutherford B. Hayes Cộng hòa | Rutherford B. Hayes Cộng hòa | Peter Cooper Đồng bạc Xanh | Peter Cooper Đồng bạc Xanh | Peter Cooper Đồng bạc Xanh | Green Smith Cấm rượu | Green Smith Cấm rượu | Green Smith Cấm rượu | Cách biệt | Cách biệt | Tổng cộng | Tổng cộng | Tổng cộng |
| State          | phiếu đại cử tri | #                        | %                        | phiếu đại cử tri         | #                            | %                            | phiếu đại cử tri             | #                          | %                          | phiếu đại cử tri           | #                    | %                    | phiếu đại cử tri     | #         | %         | #         | %         |           |
| -------------- | ---------------- | ------------------------ | ------------------------ | ------------------------ | ---------------------------- | ---------------------------- | ---------------------------- | -------------------------- | -------------------------- | -------------------------- | -------------------- | -------------------- | -------------------- | --------- | --------- | --------- | --------- | --------- |
| Alabama        | 10               | 102,989                  | 59.98                    | 10                       | 68,708                       | 40.02                        | –                            | –                          | –                          | –                          | –                    | –                    | –                    | −34,281   | −19.97    | 171,699   | 2.04%     | AL        |
| Arkansas       | 6                | 58,086                   | 59.92                    | 6                        | 38,649                       | 39.87                        | –                            | 211                        | 0.22                       | –                          | –                    | –                    | –                    | −19,437   | −20.05    | 96,946    | 1.15%     | AR        |
| California     | 6                | 76,460                   | 49.08                    | –                        | 79,258                       | 50.88                        | 6                            | 47                         | 0.03                       | –                          | –                    | –                    | –                    | 2,798     | 1.80      | 155,784   | 1.85%     | CA        |
| Colorado*      | 3                | –                        | –                        | –                        | –                            | –                            | 3                            | –                          | –                          | –                          | –                    | –                    | –                    | –         | –         | –         | -         | CO        |
| Connecticut    | 6                | 61,927                   | 50.70                    | 6                        | 59,033                       | 48.33                        | –                            | 774                        | 0.63                       | –                          | 374                  | 0.31                 | –                    | −2,894    | −2.37     | 122,134   | 1.45%     | CT        |
| Delaware       | 3                | 13,381                   | 55.45                    | 3                        | 10,752                       | 44.55                        | –                            | –                          | –                          | –                          | –                    | –                    | –                    | −2,629    | −10.89    | 24,133    | 0.29%     | DE        |
| Florida        | 4                | 22,927                   | 49.01                    | –                        | 23,849                       | 50.99                        | 4                            | –                          | –                          | –                          | –                    | –                    | –                    | 922       | 1.97      | 46,776    | 0.56%     | FL        |
| Georgia        | 11               | 130,157                  | 72.03                    | 11                       | 50,533                       | 27.97                        | –                            | –                          | –                          | –                          | –                    | –                    | –                    | −79,624   | −44.07    | 180,690   | 2.15%     | GA        |
| Illinois       | 21               | 258,611                  | 46.66                    | –                        | 278,232                      | 50.20                        | 21                           | 17,207                     | 3.10                       | –                          | –                    | –                    | –                    | 19,621    | 3.54      | 554,227   | 6.58%     | IL        |
| Indiana        | 15               | 213,526                  | 48.65                    | 15                       | 208,011                      | 47.39                        | –                            | 17,233                     | 3.93                       | –                          | 141                  | 0.03                 | –                    | −5,515    | −1.26     | 438,911   | 5.21%     | IN        |
| Iowa           | 11               | 112,121                  | 38.28                    | –                        | 171,326                      | 58.50                        | 11                           | 9,431                      | 3.22                       | –                          | –                    | –                    | –                    | 59,205    | 20.21     | 292,878   | 3.48%     | IA        |
| Kansas         | 5                | 37,902                   | 30.53                    | –                        | 78,324                       | 63.10                        | 5                            | 7,770                      | 6.26                       | –                          | 110                  | 0.09                 | –                    | 40,422    | 32.56     | 124,134   | 1.47%     | KS        |
| Kentucky       | 12               | 160,060                  | 61.41                    | 12                       | 97,568                       | 37.44                        | –                            | –                          | –                          | –                          | –                    | –                    | –                    | −62,492   | −23.98    | 260,626   | 3.10%     | KY        |
| Louisiana      | 8                | 70,508                   | 48.35                    | –                        | 75,315                       | 51.65                        | 8                            | –                          | –                          | –                          | –                    | –                    | –                    | 4,807     | 3.30      | 145,823   | 1.73%     | LA        |
| Maine          | 7                | 49,917                   | 42.65                    | –                        | 66,300                       | 56.64                        | 7                            | –                          | –                          | –                          | –                    | –                    | –                    | 16,383    | 14.00     | 117,045   | 1.39%     | ME        |
| Maryland       | 8                | 91,779                   | 56.05                    | 8                        | 71,980                       | 43.95                        | –                            | –                          | –                          | –                          | –                    | –                    | –                    | −19,799   | −12.09    | 163,759   | 1.95%     | MD        |
| Massachusetts  | 13               | 108,777                  | 41.90                    | –                        | 150,064                      | 57.80                        | 13                           | –                          | –                          | –                          | –                    | –                    | –                    | 41,287    | 15.90     | 259,620   | 3.08%     | MA        |
| Michigan       | 11               | 141,685                  | 44.49                    | –                        | 166,901                      | 52.41                        | 11                           | 9,023                      | 2.83                       | –                          | 766                  | 0.24                 | –                    | 25,216    | 7.92      | 318,450   | 3.78%     | MI        |
| Minnesota      | 5                | 48,587                   | 39.16                    | –                        | 72,955                       | 58.80                        | 5                            | 2,389                      | 1.93                       | –                          | 144                  | 0.12                 | –                    | 24,368    | 19.64     | 124,075   | 1.47%     | MN        |
| Mississippi    | 8                | 112,173                  | 68.08                    | 8                        | 52,603                       | 31.92                        | –                            | –                          | –                          | –                          | –                    | –                    | –                    | −59,570   | −36.15    | 164,776   | 1.96%     | MS        |
| Missouri       | 15               | 202,086                  | 57.64                    | 15                       | 145,027                      | 41.36                        | –                            | 3,497                      | 1.00                       | –                          | –                    | –                    | –                    | −57,059   | −16.27    | 350,610   | 4.16%     | MO        |
| Nebraska       | 3                | 17,413                   | 35.30                    | –                        | 31,915                       | 64.70                        | 3                            | –                          | –                          | –                          | –                    | –                    | –                    | 14,502    | 29.40     | 49,328    | 0.59%     | NE        |
| Nevada         | 3                | 9,308                    | 47.27                    | –                        | 10,383                       | 52.73                        | 3                            | –                          | –                          | –                          | –                    | –                    | –                    | 1,075     | 5.46      | 19,691    | 0.23%     | NV        |
| New Hampshire  | 5                | 38,510                   | 48.05                    | –                        | 41,540                       | 51.83                        | 5                            | –                          | –                          | –                          | –                    | –                    | –                    | 3,030     | 3.78      | 80,141    | 0.95%     | NH        |
| New Jersey     | 9                | 115,962                  | 52.66                    | 9                        | 103,517                      | 47.01                        | –                            | 714                        | 0.32                       | –                          | –                    | –                    | –                    | −12,445   | −5.65     | 220,193   | 2.62%     | NJ        |
| New York       | 35               | 521,949                  | 51.40                    | 35                       | 489,207                      | 48.17                        | –                            | 1,978                      | 0.19                       | –                          | 2,369                | 0.23                 | –                    | −32,742   | −3.22     | 1,015,503 | 12.06%    | NY        |
| North Carolina | 10               | 125,427                  | 53.62                    | 10                       | 108,484                      | 46.38                        | –                            | –                          | –                          | –                          | –                    | –                    | –                    | −16,943   | −7.24     | 233,911   | 2.78%     | NC        |
| Ohio           | 22               | 323,182                  | 49.07                    | –                        | 330,698                      | 50.21                        | 22                           | 3,057                      | 0.46                       | –                          | 1,636                | 0.25                 | –                    | 7,516     | 1.14      | 658,649   | 7.82%     | OH        |
| Oregon         | 3                | 14,157                   | 47.38                    | –                        | 15,214                       | 50.92                        | 3                            | 510                        | 1.71                       | –                          | –                    | –                    | –                    | 1,057     | 3.54      | 29,881    | 0.35%     | OR        |
| Pennsylvania   | 29               | 366,204                  | 48.25                    | –                        | 384,184                      | 50.62                        | 29                           | 7,204                      | 0.95                       | –                          | 1,318                | 0.17                 | –                    | 17,980    | 2.37      | 758,993   | 9.02%     | PA        |
| Rhode Island   | 4                | 10,712                   | 40.23                    | –                        | 15,787                       | 59.29                        | 4                            | 68                         | 0.26                       | –                          | 60                   | 0.23                 | –                    | 5,075     | 19.06     | 26,627    | 0.32%     | RI        |
| South Carolina | 7                | 90,897                   | 49.76                    | –                        | 91,786                       | 50.24                        | 7                            | –                          | –                          | –                          | –                    | –                    | –                    | 889       | 0.49      | 182,683   | 2.17%     | SC        |
| Tennessee      | 12               | 133,177                  | 59.79                    | 12                       | 89,566                       | 40.21                        | –                            | –                          | –                          | –                          | –                    | –                    | –                    | −43,611   | −19.58    | 222,743   | 2.65%     | TN        |
| Texas          | 8                | 104,755                  | 70.04                    | 8                        | 44,800                       | 29.96                        | –                            | –                          | –                          | –                          | –                    | –                    | –                    | −59,955   | −40.09    | 149,555   | 1.78%     | TX        |
| Vermont        | 5                | 20,254                   | 31.38                    | –                        | 44,091                       | 68.30                        | 5                            | –                          | –                          | –                          | –                    | –                    | –                    | 23,837    | 36.93     | 64,553    | 0.77%     | VT        |
| Virginia       | 11               | 140,770                  | 59.58                    | 11                       | 95,518                       | 40.42                        | –                            | –                          | –                          | –                          | –                    | –                    | –                    | −45,252   | −19.15    | 236,288   | 2.81%     | VA        |
| West Virginia  | 5                | 56,546                   | 56.75                    | 5                        | 41,997                       | 42.15                        | –                            | 1,104                      | 1.11                       | –                          | –                    | –                    | –                    | −14,549   | −14.60    | 99,647    | 1.18%     | WV        |
| Wisconsin      | 10               | 123,926                  | 48.19                    | –                        | 130,067                      | 50.57                        | 10                           | 1,509                      | 0.59                       | –                          | 27                   | 0.01                 | –                    | 6,141     | 2.39      | 257,177   | 3.05%     | WI        |
| TỔNG CỘNG      | 369              | 4,286,808                | 50.92                    | 184                      | 4,034,142                    | 47.92                        | 185                          | 83,726                     | 0.99                       | –                          | 6,945                | 0.08                 | –                    | -252,666  | -3.00     | 8,418,659 | 100%      | US        |

### Bang sít sao
Các bang có cách biệt chiến thắng dưới 1% (7 phiếu đại cử tri)
1. South Carolina, 0.5% (889 phiếu)

Các bang có cách biệt chiến thắng giữa 1% và 5% (164 phiếu đại cử tri):
1. Ohio, 1.% (7,516 phiếu)
2. Indiana, 1.3% (5,515 phiếu)
3. California, 1.8% (2,798 phiếu)
4. Florida, 2.0% (922 phiếu)
5. Pennsylvania, 2.4% (17,980 phiếu)
6. Connecticut, 2.4% (2,894 phiếu)
7. Wisconsin, 2.4% (6,141 phiếu)
8. New York, 3.2% (32,742 phiếu)
9. Louisiana, 3.3% (4,807 phiếu)
10. Oregon, 3.5% (1,057 phiếu)
11. Illinois, 3.5% (19,621 phiếu)
12. New Hampshire, 3.8% (3,030 phiếu)

Các bang có cách biệt chiến thắng giữa 5% và 10% (33 phiếu đại cử tri):
1. Nevada, 5.5% (1,075 phiếu)
2. New Jersey, 5.7% (12,445 phiếu)
3. North Carolina, 7.2% (16,943 phiếu)
4. Michigan, 7.9% (25,216 phiếu)

## Trong văn hóa
- Cuộc bầu cử tổng thống năm 1876 là chủ đề chính trong tiểu thuyết 1876 của Gore Vidal.